# St. Ludwig (Saarlouis)

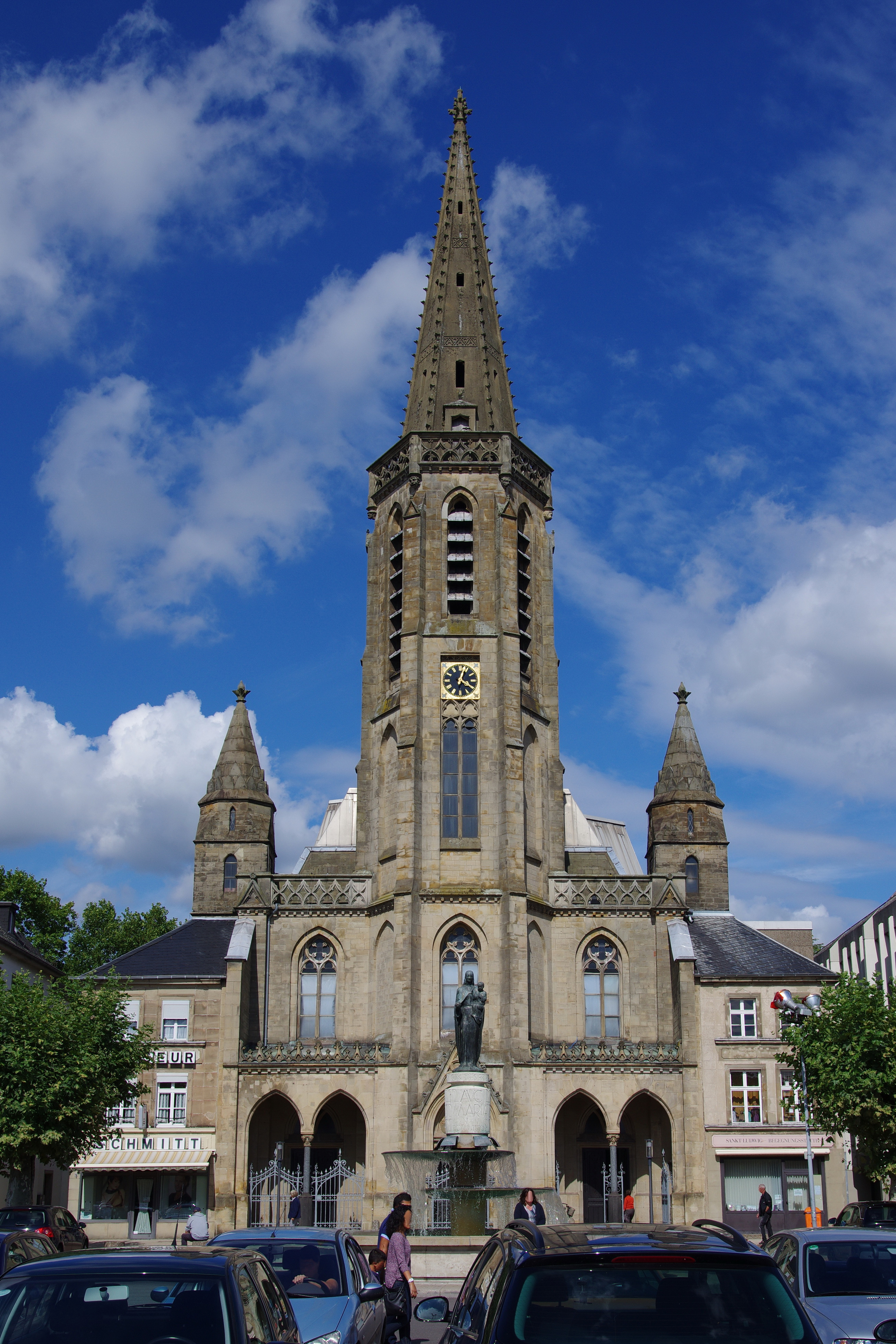
Fassade von St. Ludwig zum Großen Markt mit Marienbrunnen

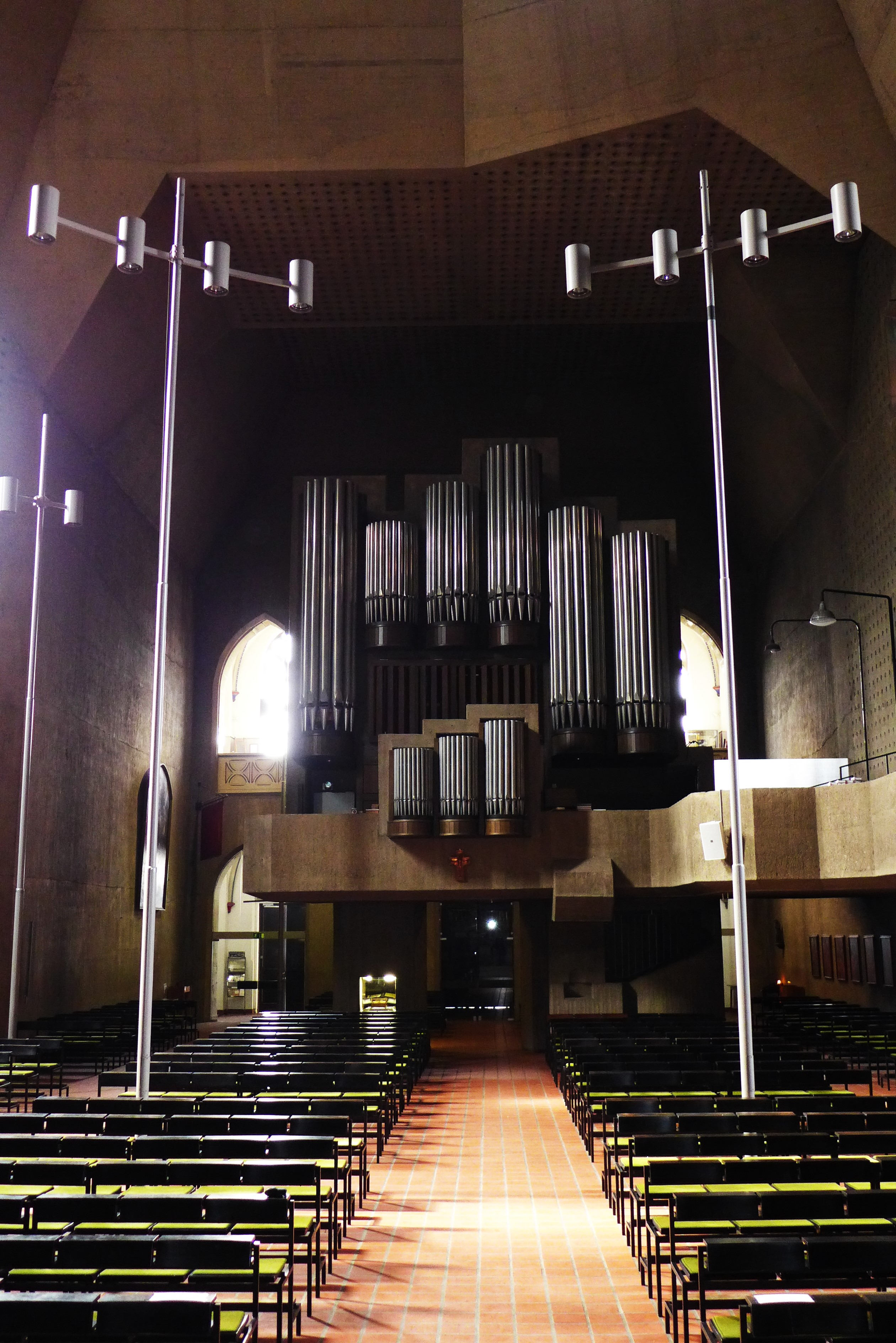
St. Ludwig (Saarlouis), Orgelempore

St. Ludwig und St. Peter und Paul ist eine katholische Kirche am Großen Markt in Saarlouis. Die Pfarrgemeinde wurde im Jahr 1685 im Zusammenhang mit der Anlage der Festung Saarlouis gegründet und umfasst heute ca. 4000 Katholiken. Sie bildet seit dem Jahr 2012 mit den Pfarreien St. Crispinus und Crispinianus (Lisdorf), St. Peter und Paul (Beaumarais), St. Medardus (Neuforweiler) sowie St. Marien in Picard die Pfarreiengemeinschaft „Saarlouis – Links der Saar“. Die Kirche gehört zum Bistum Trier. Haupt-Patroziniumstag ist der Gedenktag des heiligen Ludwig von Frankreich am 25. August. Der zweite Patroziniumstag der Kirche ist das Fest Peter und Paul am 29. Juni. Der Bau der katholischen Kirche ist auch im Zusammenhang mit den Rekatholisierungsmaßnahmen Ludwigs XIV. im Gefolge der Reunionspolitik an der mittleren Saar in der zweiten Hälfte des 17. Jahrhunderts zu sehen. Der ehemals barocke Bau erfuhr im Laufe seiner Geschichte zahlreiche Umgestaltungen. So wurde im 19. Jahrhundert in zwei Etappen der Barockbau durch einen neogotischen Neubau ersetzt. Dessen Kirchenschiff wurde im 20. Jahrhundert durch einen Betonbau des Architekten Gottfried Böhm im Stil des Brutalismus ersetzt. Vom neogotischen Bau hat sich bis heute die Turmfront des Architekten Vincenz Statz erhalten.

## Lage und Umgebung

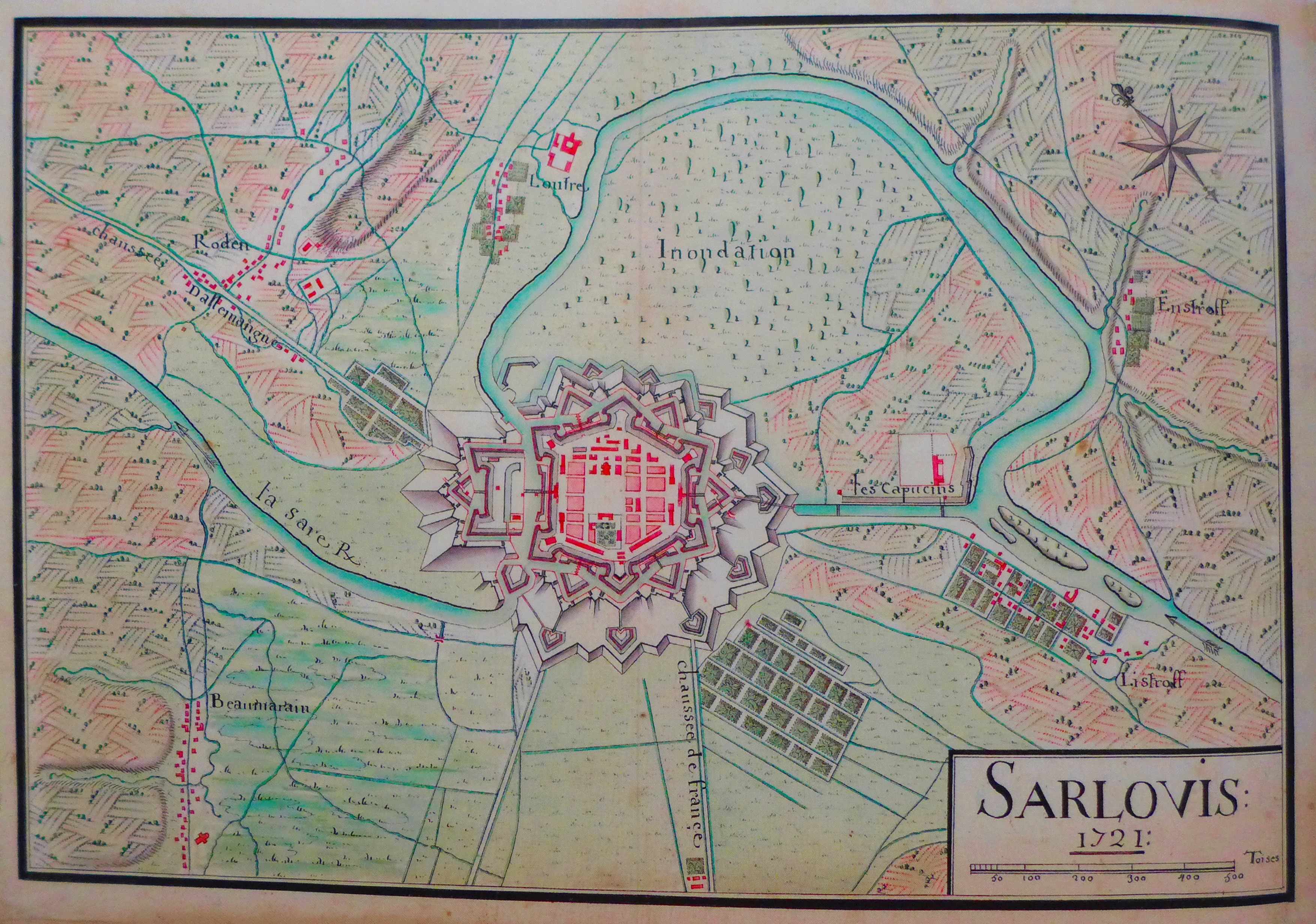
Karte der Festungsstadt Saarlouis mit den umliegenden Orten aus dem Jahr 1721, im Zentrum der Große Markt mit der Kirche St. Ludwig gegenüber der Kommandantur (Landesarchiv Saarbrücken)

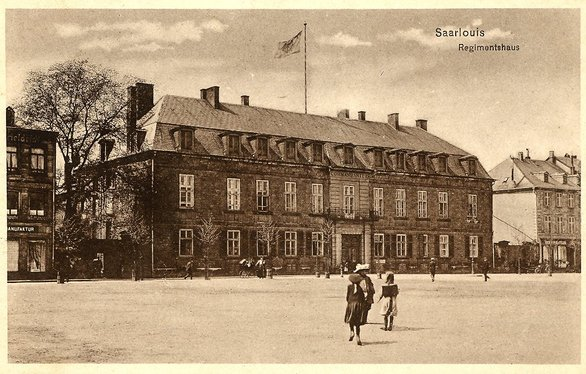
Saarlouis, Kommandantur um das Jahr 1900

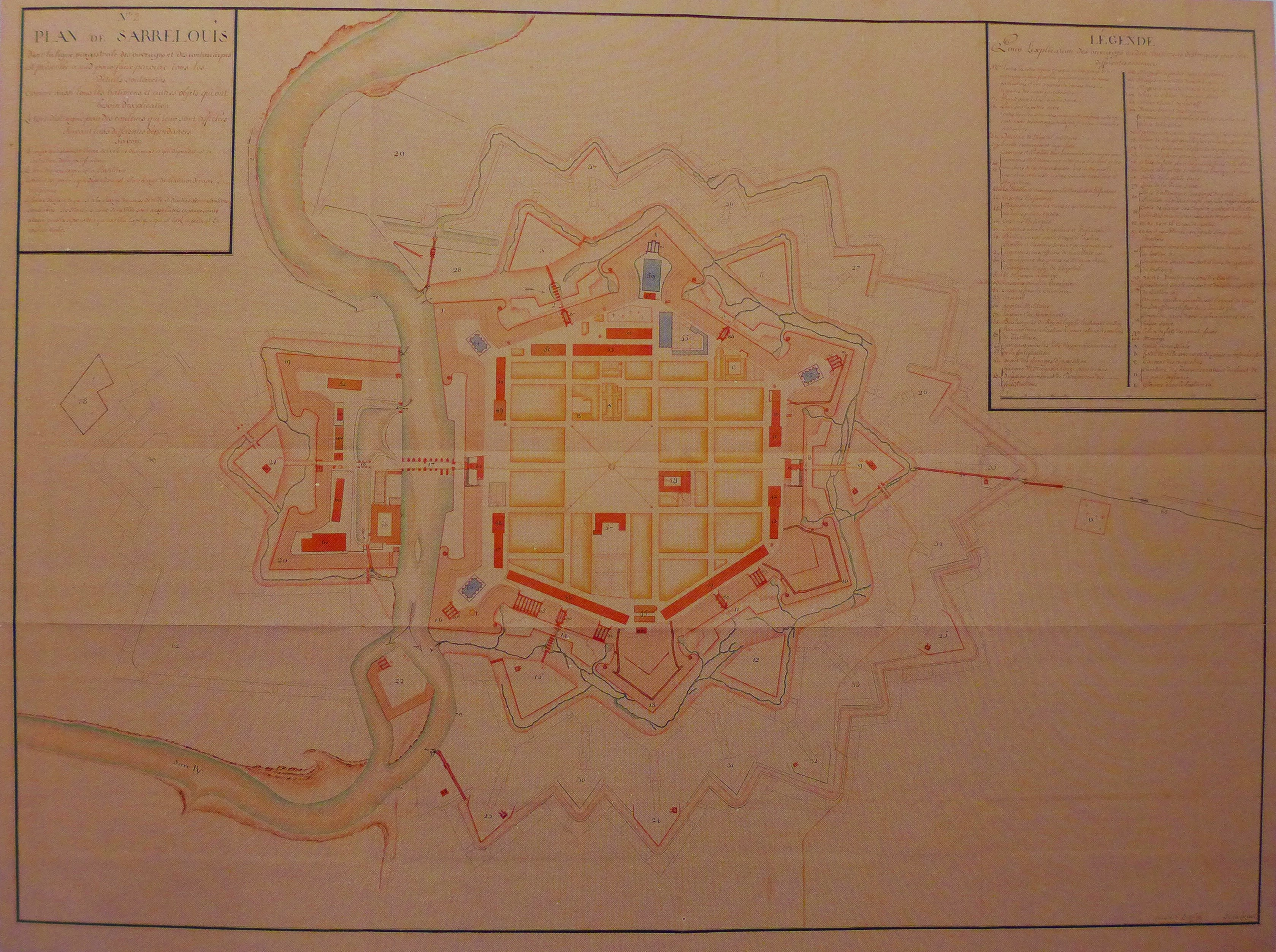
St. Ludwig (Saarlouis), Nr. 2, Plan de Sarrelouis aus dem Jahr 1777, in roter Farbe die Festungsbauten, in blauer Farbe die Artillerie-Gebäude, in gelber Farbe die Zivilgebäude; am Großen Markt die Kirche St. Ludwig (Stadtarchiv Saarlouis)

Das katholische Gotteshaus befindet sich am Großen Markt in der Innenstadt. Direkt gegenüber der Hauptfassade von St. Ludwig befand sich auf der anderen Seite des Großen Marktes das in den Jahren 1685–1686 errichtete königliche Kommandanturgebäude (heute als Rekonstruktion von 1973 bis 1979). Kircheneingang und Kommandantureingang entsprechen einander.
Der baumalleeumstandene, quadratische Große Markt, dessen Eckpunkte durch Trinkwasserbrunnen im Abstand von etwa 100 m markiert sind, diente historisch sowohl als Handels- und Festplatz als auch als Exerzierplatz. Eine Wohn- und Geschäftsbebauung bildet bis heute die architektonische Begrenzung dieses städtischen Raumes.

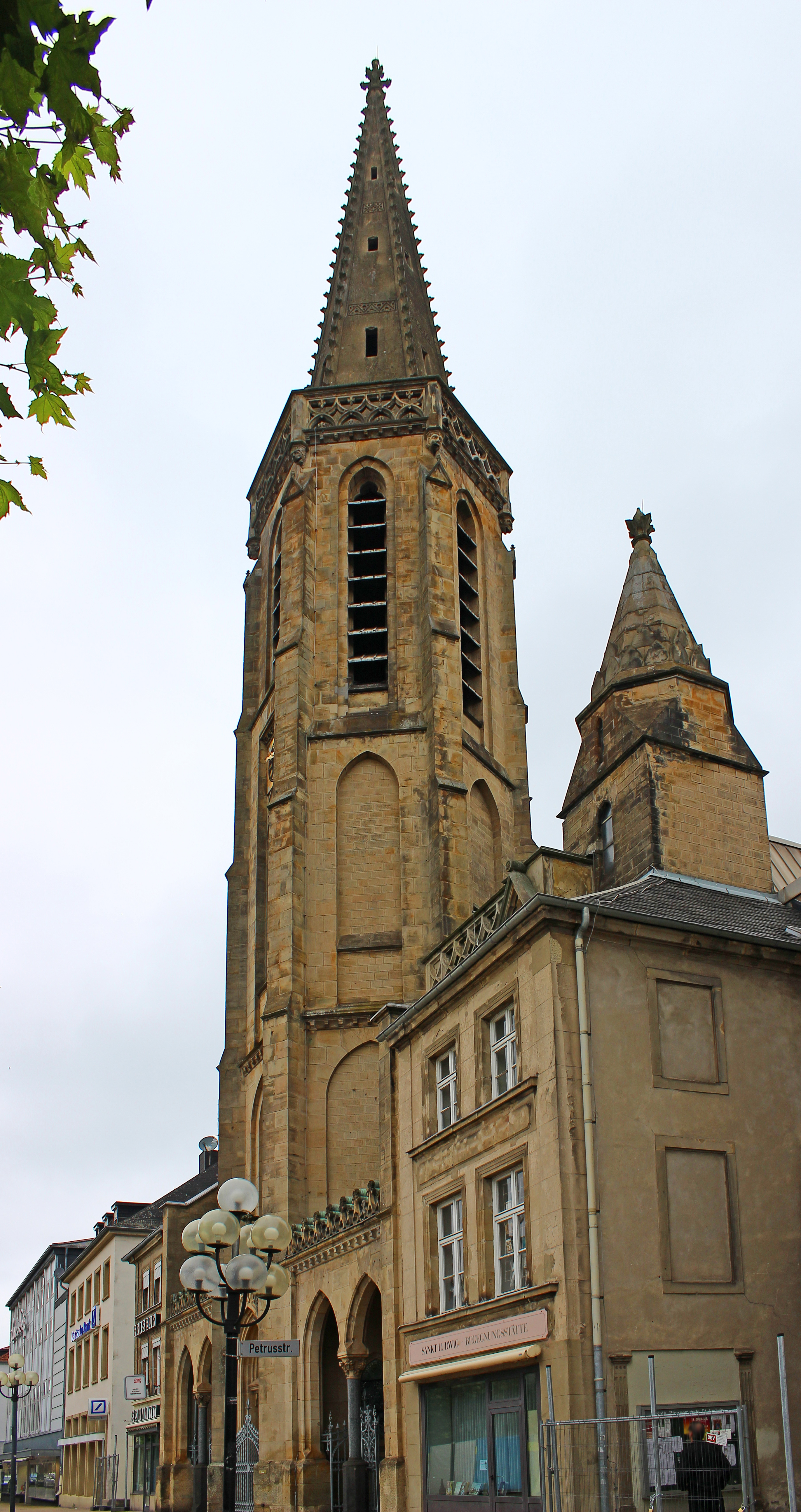
St. Ludwig (Saarlouis), rechte Flankenbebauung

Bis zum heutigen Tage wird die Fassade der Kirche durch zwei kleine angebaute Wohn- und Geschäftshäuser sowohl in der Petrusstraße als auch in der Paulusstraße flankiert. Die zweistöckigen Profangebäude bilden zusammen mit dem Sakralbau in der Silhouetten-Höhenlinie des Gesamtensembles einen pyramidalen Aufbau und scheinen die aufstrebende neogotische Architektur der Kirche zusammenzuhalten und zu stützen.
Das rechte Haus neben der Kirche (Ecke Großer Markt/Petrusstraße) kaufte die Kirchenverwaltung im Jahr 1836 für 150 Taler. Die marode Immobilie wurde im Jahr 1838 vollständig abgerissen und anschließend für 500 Taler neu gebaut, um als Küster- und Glöcknerwohnung zu dienen. Im Anschluss an den Abbruch des barocken Kirchenbaues kam es zu Rechtsstreitigkeiten mit den Bewohnern bzw. Rechteinhabern der an die Kirche angebauten Eckhäuser. Beide Parteien mussten durch Geldzahlungen (1000 bzw. 85 Taler) entschädigt werden.
Beide Häuser neben der Kirche wurden beim Brand der barocken Kirchenfassade im Jahr 1880 schwer beschädigt und im Zusammenhang mit dem Bau der neogotischen Fassade renoviert.

## Geschichte

### Barockbau
In den ersten Jahren nach der Gründung der Festungsstadt Saarlouis (Grundsteinlegung am 5. August 1680) hatte der Gottesdienst für die Soldaten und ersten Einwohner provisorisch in einer einfachen Lagerkapelle oder in der ehemaligen Hauptwache am Großen Markt stattgefunden. Die erste barocke Pfarrkirche St. Ludwig wurde vermutlich von Festungsingenieuren in den Jahren 1685 bis 1687 mit einer flächigen, dreiteiligen Fassade in der Art römischer Tempel errichtet.
Die Kirche wurde analog zum Stadtnamen „Sarrelouis“ und zum Stadtgründer „Louis XIV.“, dessen Namenspatron, dem Patronar des heiliggesprochenen Ludwig IX., König von Frankreich, anvertraut. Das zweite Patrozinium der Apostelfürsten übernahm man von der niedergelegten Wallerfanger Stadtpfarrkirche.
Der erste Festungsgouverneur Thomas de Choisy legte in Stellvertretung König Ludwigs XIV. am 2. Juni 1685 mit der Erlaubnis des Trierer Erzbischofes Johann VIII. Hugo von Orsbeck den Grundstein für den Sakralbau.
An Ausstattungsstücken der barocken Kirche sind heute noch zwei großformatige Ölgemälde als Geschenk Ludwigs XVI. erhalten. Sie stellen die „Heilige Familie“ sowie die „Apotheose des heiligen Ludwig“ dar. Ebenso erhalten blieb eine vergoldete Altarpredella mit der Darstellung des Letzten Abendmahles.

### Neogotisches Kirchengebäude
Da die Kirche wie die gesamte Festung auf wenig festem Grund errichtet wurde, traten im 19. Jahrhundert statische Mängel auf. In den Jahren 1865 bis 1866 errichtete der Architekt Carl Friedrich Müller (1833–1889) nach Zustimmung der bischöflichen und königlich-preußischen Behörden auf den alten, barocken Fundamenten eine neogotische dreischiffige Stufenhalle mit schmäleren Seitenschiffen.

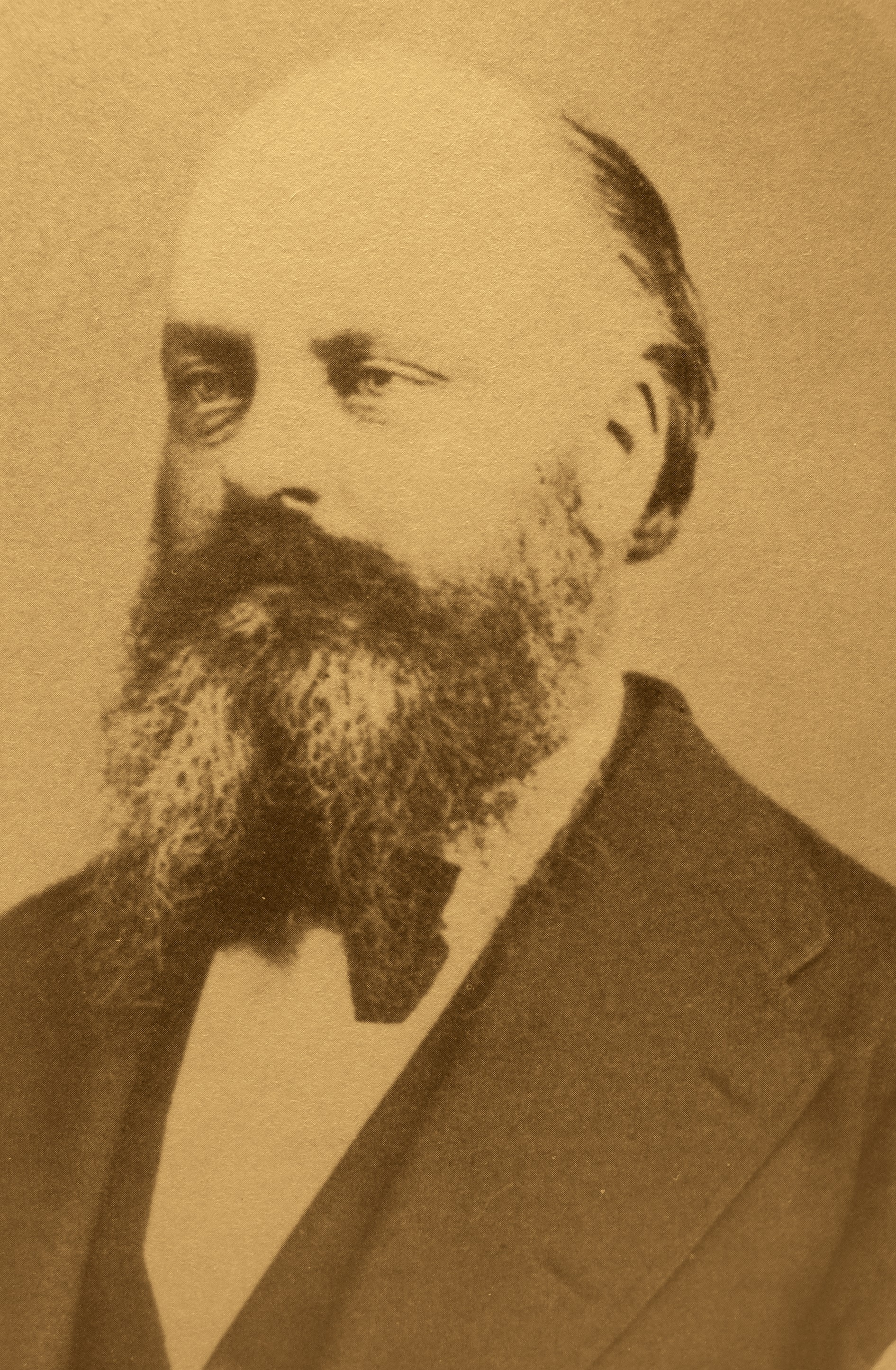
Carl Friedrich Müller (1833–1889), Kreisbaumeister des Landkreises Saarlouis, Architekt des neogotischen Kirchenschiffes von St. Ludwig, Aufnahme aus dem Jahr 1870
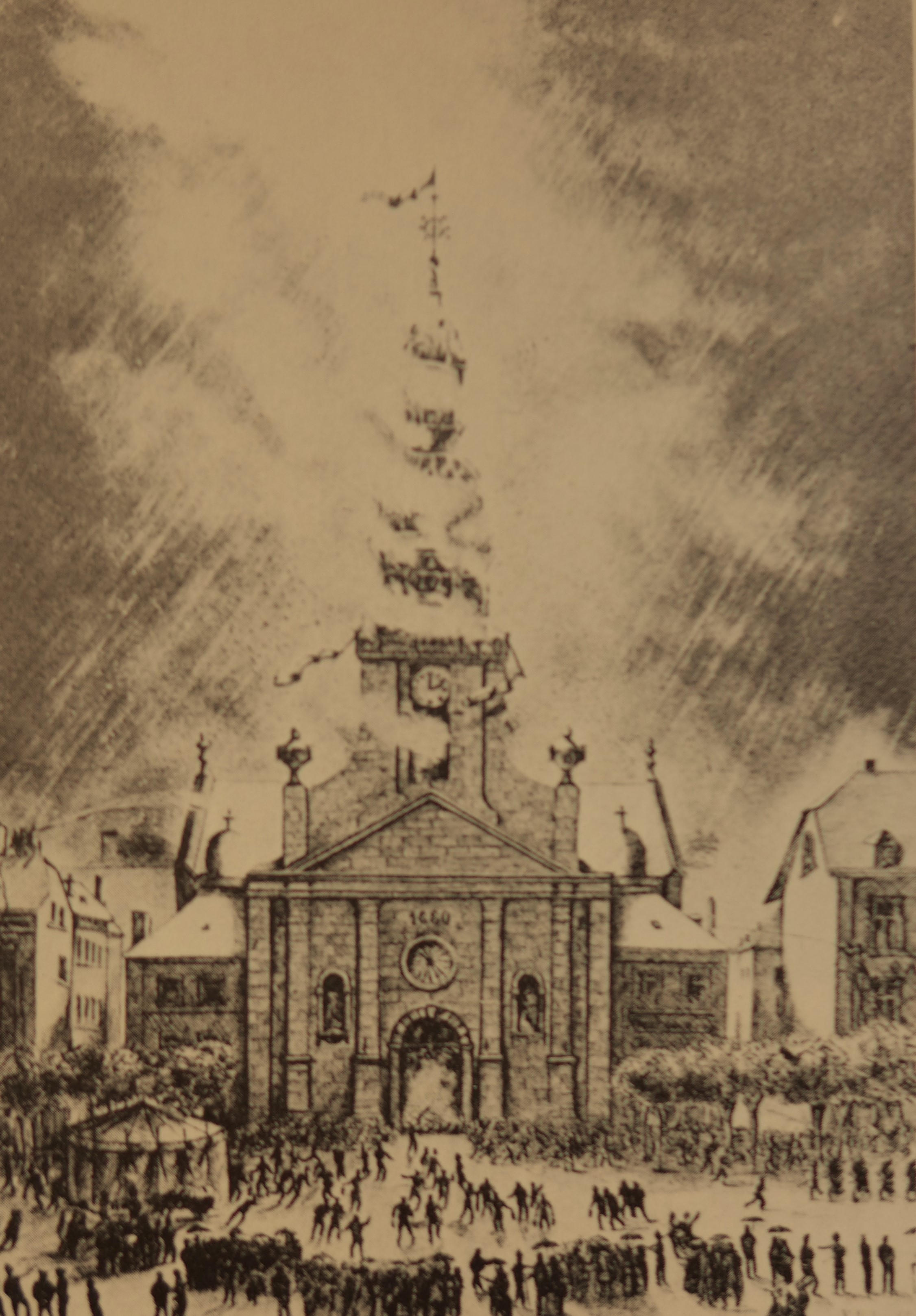
Brand des barocken Kirchturmes 1880, (Stadtarchiv Saarlouis)
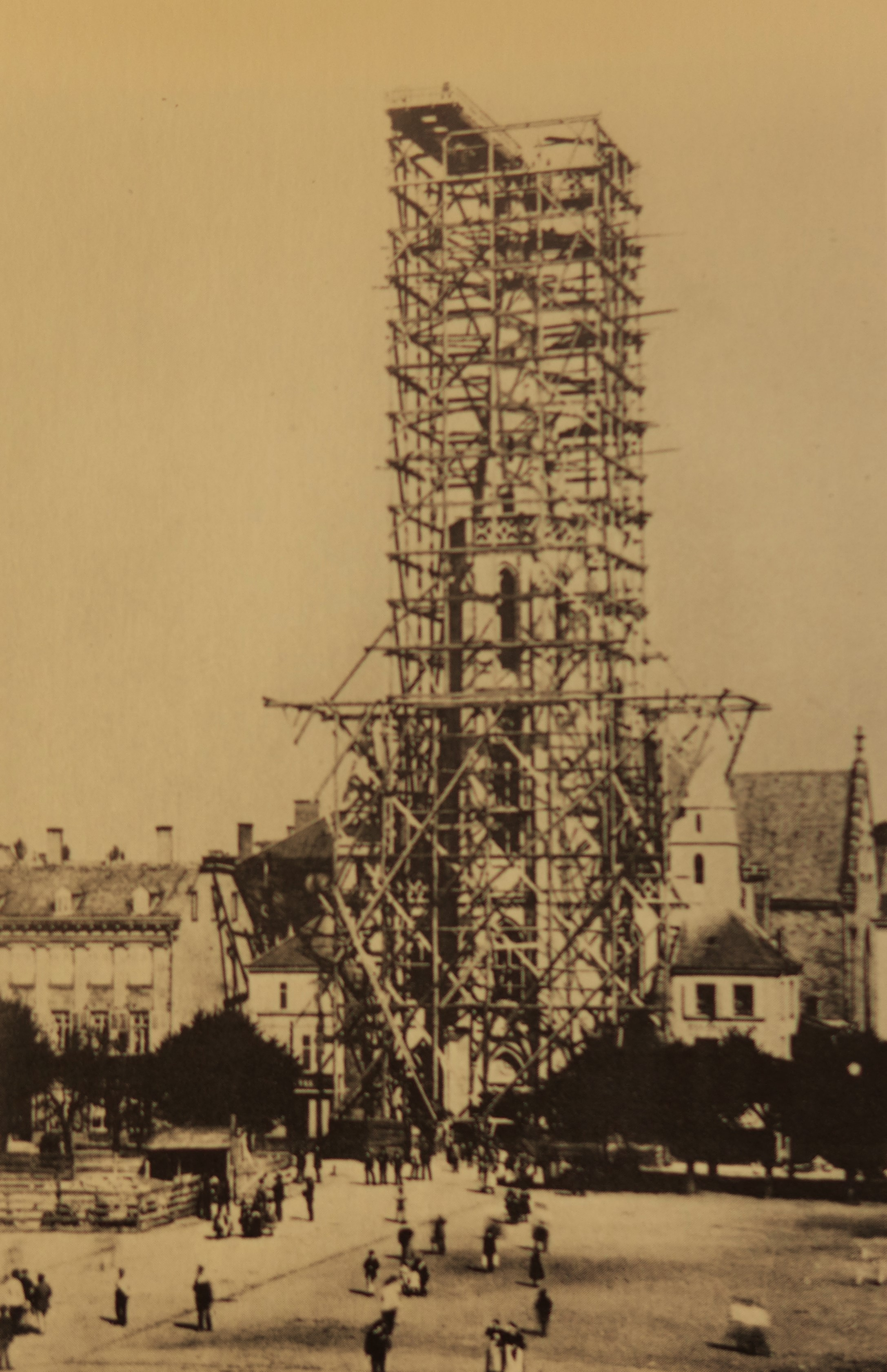
Bau des neogotischen Turmes, (Stadtarchiv Saarlouis)
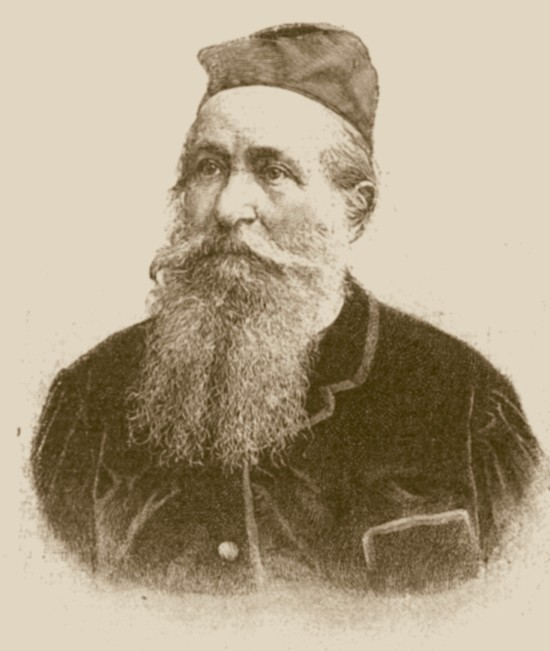
Vincenz Statz (* 9. April 1819 in Köln; † 21. August 1898 ebenda), Architekt der neogotischen Turmfront von St. Ludwig

Die hölzernen und verschieferten Teile der barocken Turmfassade fingen am Abend des 7. August 1880 durch die nächtliche Illumination mit Kerzen oder durch Feuerwerkskörper anlässlich des Festes zum 200-jährigen Jubiläum der Festungsgründung Feuer. Die verschieferte hölzerne Turmhaube brannte dabei völlig ab. Die Glocken schmolzen während des Brandes oder stürzten in den steinernen Turmschaft als die hölzerne Glockenstube in sich zusammenbrach. Auch das Kirchendach des neogotischen Neubaues brannte, doch verhinderte das steinerne Gewölbe ein Übergreifen der Flammen ins Kirchenschiff.
So entschied man sich angesichts der schweren Verwüstungen, auch aus Gründen der Stilreinheit, für den Totalabbruch der barocken Fassade und errichtete in den Jahren 1883 bis 1885 eine dem Stil des neogotischen Langhauses entsprechende neogotische Turmfassade durch den Kölner Architekten Vincenz Statz, einem einflussreichen Vertreter der Neogotik im Rheinland.
Die zweigeschossig angelegte Fassade ist in eine Arkadenzone und eine Fensterzone gegliedert. Darüber erhebt sich der viergeschossige, sechseckige Kirchturm mit seinem krabbengeschmückten Helm bis zur Spitze der Kreuzblume in einer Höhe von 51 m. Die beiden fassadenflankierenden Wohnhäuser wurden vom Vorgängerbau übernommen. Sie werden von zwei Treppentürmen mit quadratischem Grundriss überragt.

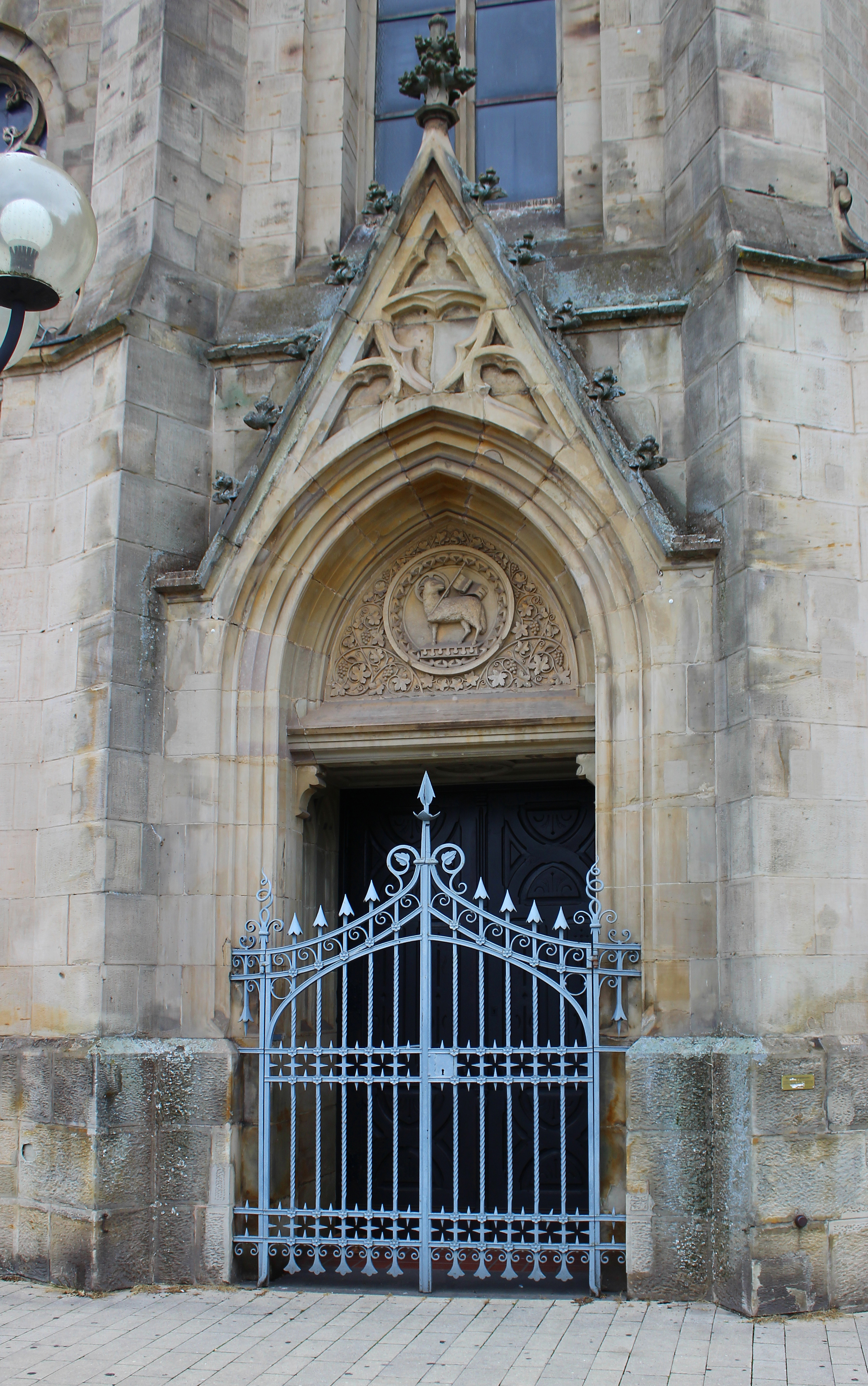
Wimperggeschmücktes Turmportal mit dem apokalyptischen Lamm im Tympanon

Die Eingangshalle ist in drei große Abschnitte gegliedert. Der Turmeingang ist als mittiger, reich mit Maßwerk gegliederter, wimpergbekrönter Hauptzugang zur Kirche mit einem reliefierten weinrankengeschmücktem Tympanon geschmückt. Im Zentrum des Tympanons erscheint in einem stilisierten Wolkenkranz das triumphierende apokalyptische Lamm Gottes mit Siegesfahne auf dem Buch mit den sieben Siegeln (Offb 5,1 ). Die Konstellation des Lammes mit den Weinranken bezieht sich auf das Jesuswort im Johannesevangelium (Joh 15,5 ): „Ich bin der Weinstock, ihr seid die Reben. Wer in mir bleibt und ich in ihm, der bringt reiche Frucht.“ Darüber hinaus kann die Konstellation des Lammes im Bogenfeld und des Portals in Verbindung mit einer weiteren Stelle im Johannesevangelium gebracht werden: „Ich bin die Tür; wer durch mich hineingeht, wird gerettet werden“ (Joh 10,9 ).

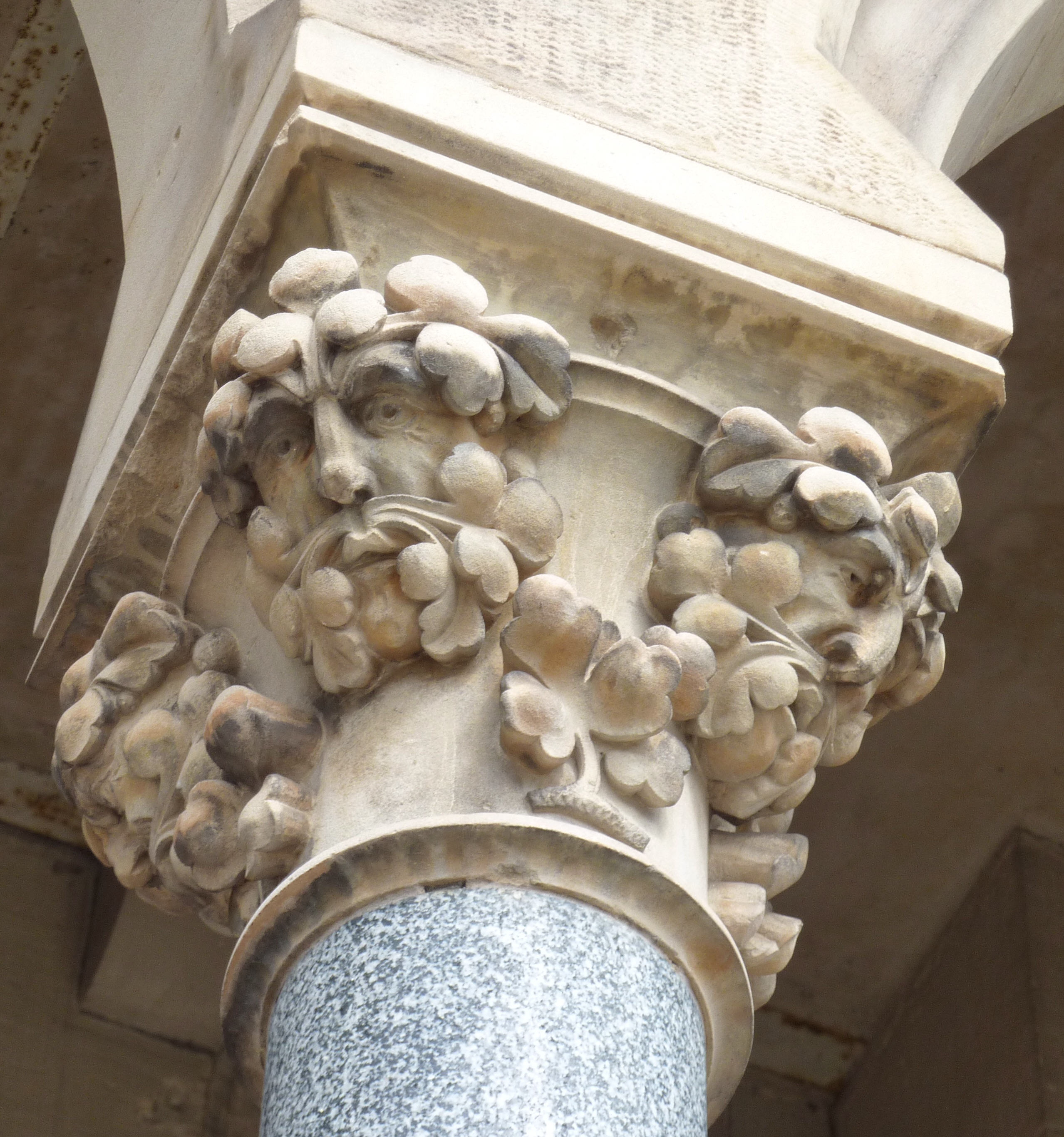
Seitenportale der Marktfront, neogotisches Kapitell mit Blattmasken

Flankiert wird der Turmeingang von Doppelspitzbögen auf zentralen Säulen mit Blattmasken-Kapitellen, die sich zu den ehemaligen neogotischen Seitenschiffen öffnen. Hinter dieser Vorhallenkonzeption tritt die Abschlusswand des Langhauses zurück. Die Vorhallenfront wird mit dem Langhaus durch die Schrägwände des sechseckigen, strebepfeilerumstandenen Turmes verbunden. Während das Turmuntergeschoss Teil der dreiteiligen Vorhalle ist, verbindet sich das erste Turmgeschoss in seiner Gestaltung mit der Langhausfassade. Die beiden zweibahnigen Spitzbogenfenster mit Vierpass in der Spitze entsprechen im ersten Geschoss formal dem Turmfenster auf gleicher Ebene. Alle drei Fenster weisen die gleiche Höhe auf wie die Blendspitzbögen der Turmschrägwände. Die Langhausfassade wird im ersten Geschoss mit einer Maßwerkbrüstung abgeschlossen. Das zweite Turmgeschoss zeigt in der Mitte ein gerade abschließendes zweibahniges Fenster, über dem die Turmuhr angebracht ist. Die Schrägwände sind wie im ersten Turmgeschoss mit Blendspitzbögen gegliedert. Über den neogotischen lanzettenartigen Schallöffnungen des Turmes steigt der sechseckige, krabbenbesetzte Spitzhelm hinter einer Maßwerkbrüstung steil auf.
Die beiden Treppentürme von St. Ludwigs in Saarlouis stehen an der Stelle der früheren barocken Turmflankenhauben. Sie entwickeln sich im Obergeschoss vom Quadrat ins Achteck und schließen mit steinernen Helmen.
Die mit Kehle und Wulst fein profilierten Bogengewände der Vorhalle von St. Ludwig, die reichen Maßwerkformen der Brüstungen, die Krabben am Wimperg und am zentralen Turmhelm sowie die Kreuzblumen der drei Turmhelme zitieren den hochgotischen Formenkanon.
Die Turmhalle weist über dem Eingangsportal in einem Rundmedaillon ineinander verschlungene Buchstaben auf, die das Wort „Maria“ ergeben. Darunter befindet sich eine Inschriftenbanderole mit den lateinischen Worten: „SANCTA MARIA DEI GENETRIX INVIOLATA IANUA COELI GLORIOSA AVE“ (dt. Übersetzung: „Heilige Maria, unversehrte Gottesgebärerin, glorreiche Himmelspforte, sei gegrüßt“). Einige Buchstaben der Inschrift sind farblich hervorgehoben und ergeben, als römische Zahlen gedeutet, die Jahreszahl 1883, das Jahr der Grundsteinlegung des neogotischen Turmes.
Aus Anlass des 300-jährigen Gründungsfestes der Stadt Saarlouis im Jahr 1980 wurden Schäden an der Turmfassade, die durch den US-Artilleriebeschuss des Zweiten Weltkrieges entstanden waren, behoben. Die gesamte Fassade wurde gereinigt, schadhafte Sandsteine wurden ausgetauscht.
Nachdem im Jahr 2019 einige Steine aus der Sandsteinfassade herausgebrochen und auf den Großen Markt gefallen waren, bewilligte der Haushaltsausschuss des Deutschen Bundestages im Mai 2020 den Betrag von 458 000 Euro aus einem Denkmalschutzprogramm für die Sanierung von St. Ludwig sowie für die Innenbeleuchtung der Kirche. Die Sanierungsmaßnahme wird auch von der Deutschen Stiftung Denkmalschutz gefördert.

### NS-Zeit und Zweiter Weltkrieg

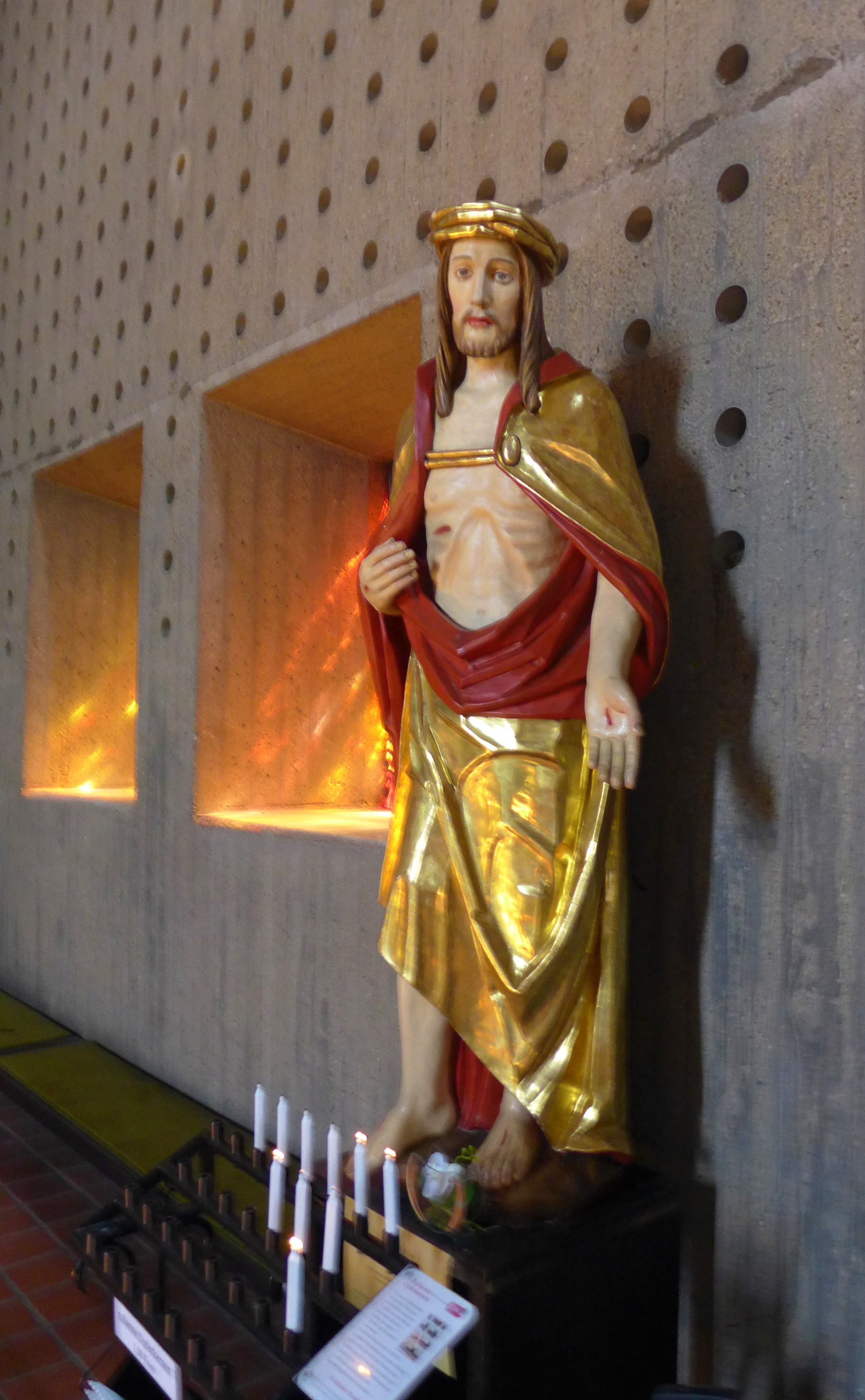
Votiv-Christus, gestiftet aus Anlass der überstandenen ersten Evakuierung der Stadt Saarlouis im Zweiten Weltkrieg

Die kirchenfeindlichen Maßnahmen des NS-Regimes begannen unmittelbar nach der Volksabstimmung vom 13. Januar 1935 im Saargebiet.
Das katholische Vereinshaus wurde durch NSDAP-Organe beschlagnahmt, die katholischen Vereine unterdrückt und die Arbeit der Pfarrei beeinträchtigt.
Die Evakuierung der Kirchengemeinde St. Ludwig erfolgte mit dem Ausbruch des Zweiten Weltkrieges im September 1939. Bergungsorte waren verschiedene Städte und Gemeinden in Mitteldeutschland. Ausstattungsgegenstände der Kirche konnten durch Bergung an anderen Orten gesichert werden.
Erst im Jahr 1940 kehrten die Saarlouiser nach dem Ende des Frankreichfeldzuges in die entvölkerte Stadt zurück. Aus Anlass der Heimkehr wurde im Jahr 1940 eine hölzerne Christusfigur als Votivgabe gestiftet und durch den in Koblenz tätigen Bildhauer Wilhelm Tophinke, der von seiner Ausbildung her der Wiedenbrücker Schule entstammte, geschaffen. Die Aufstellung der Figur erfolgte im Jahr 1941.
Durch den alliierten Artilleriebeschuss der Stadt seit Ende November 1944 kam es zu Zerstörungen der Kirche. Während der Beschusszeit durch die US-Artillerie floh der Großteil der Bevölkerung aus der Stadt.
Mitten in der Wiederaufbauphase nach dem Ende des Zweiten Weltkrieges überflutete ein verheerendes Hochwasser in den letzten Dezembertagen des Jahres 1947 die ohnehin schwer getroffene Stadt. Nach dem Krieg wurde das Gotteshaus wieder benutzbar gemacht.

### Neubau des Kirchenschiffes

#### Bauschäden und Abrissverfügung
Durch eine Absenkung des Grundwasserspiegels in der Saarlouiser Innenstadt wurde auch das zweite, neogotische Kirchenschiff instabil. Zur Verhinderung des Herunterfallens von Mauerwerksteilen musste die Kirche durch das Aufstellen von Gerüsten im Inneren gesichert werden. Dadurch war der Innenraum nur noch im linken Teil für den Gottesdienst benutzbar. Bei Grabungsarbeiten an den Fundamenten, die der Sicherung dienen sollten, fand man in einer Tiefe von einem halben Meter menschliche Gebeine. Allein in den Jahren zwischen 1685 und 1700 hatte man 149 Menschen im Boden des Kirchenschiffes zur letzten Ruhe gebettet. Bei weiteren Sicherungsarbeiten wurden immer größere Senkungsschäden konstatiert. Im Jahr 1963 musste die Kirche baupolizeilich geschlossen werden, sodass die heilige Messe ab diesem Zeitpunkt vorübergehend in der evangelischen Kirche von Saarlouis gefeiert wurde. Zur gleichen Zeit stellte die Stadt für die Errichtung einer Notkirche den Zeughausplatz zur Verfügung. Die Notkirche wurde am 17. Februar 1964 eingeweiht.
Am 20. Januar 1964 teilte die Pfarrverwaltung der bestürzten Gemeinde St. Ludwig mit, dass die bisherige Kirche abgerissen werden müsse und an deren Stelle ein neues Sakralbauwerk erstellt werden sollte. Der amtierende Pfarrer an St. Ludwig, Dechant Walter Helmes (Amtszeit: 1963–1973), war ein überzeugte Verfechter einer radikal-modernen Baukonzeption. Eigentlich wollte man zunächst die ganze neogotische Kirche mitsamt der statisch vollkommen gesicherten Turmfront abbrechen, doch der saarländische Landeskonservator Reinhard Schindler legte in Zusammenarbeit mit Martin Klewitz dagegen sein Veto ein. Am 6. Januar 1965 begannen die Abrissarbeiten am neogotischen Kirchenschiff durch die Beckinger Firma Maurer. Die Fassade von Vinzenz Statz sollte erhalten bleiben. Die Ausstattungsstücke und Gedenksteine waren vor dem Abriss weitgehend geborgen worden.
Die barocken Statuen der Apostelfürsten Petrus und Paulus, die ursprünglich in den Fassadennischen der ersten Pfarrkirche gestanden hatten, und nach dem Brand des Turmes am 7. August 1880 in den Pfarrgarten (heute Dechant-Unkel-Platz hinter der Kirche), dann unter Überdachungen an der Außenwand der neogotischen Apsis gestellt worden waren, wurden im Jahr 1965 wieder provisorisch in den Pfarrgarten verbracht. Sie entgingen nur durch das beherzte Eingreifen eines Pfarreimitgliedes der Zerstörung.

#### Fund des Herzens des Thomas de Choisy

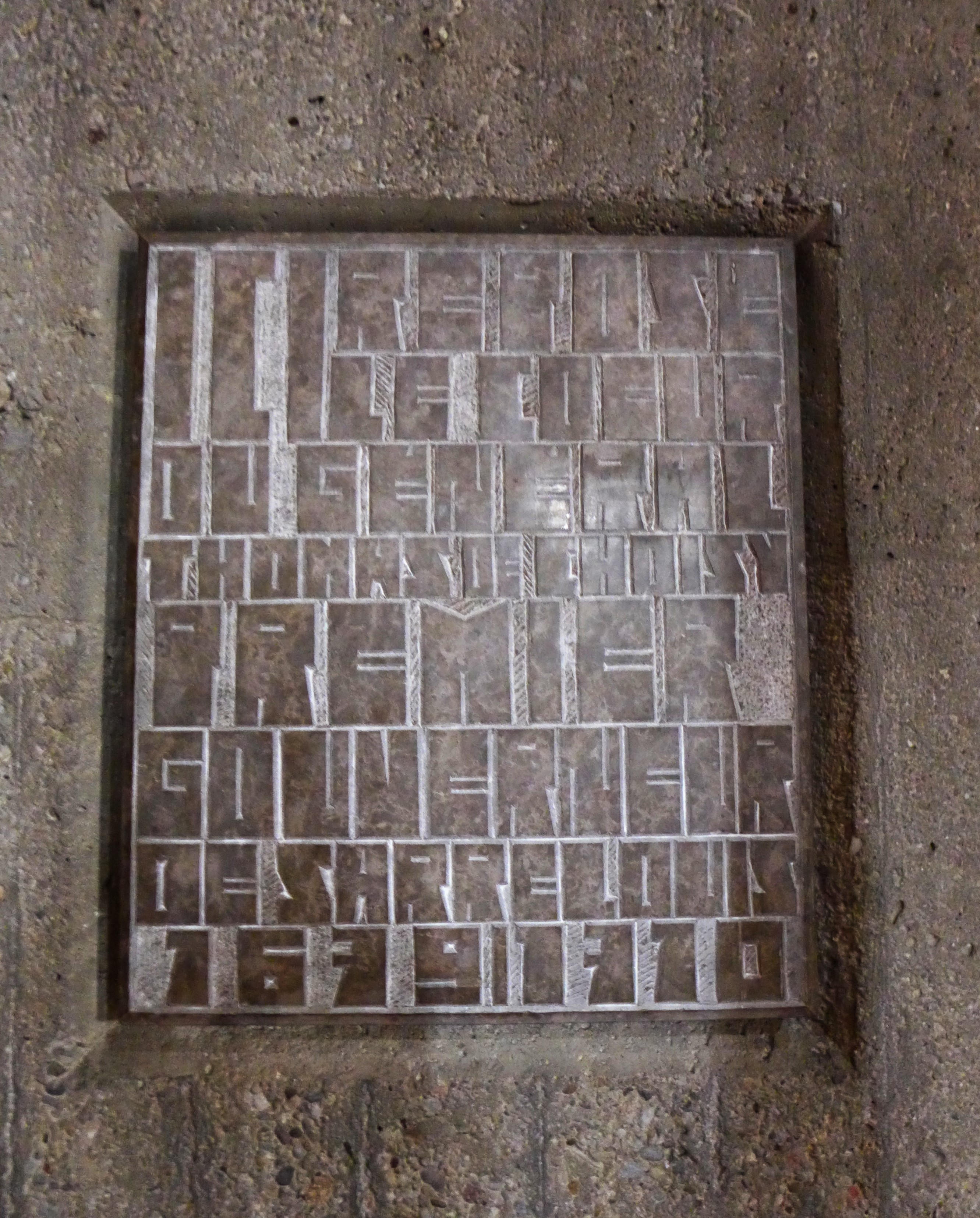
St. Ludwig (Saarlouis), Herzurnengrab des Thomas de Choisy, moderne Platte mit der französischen Inschrift „Ici repose le Coeur du General Thomas de Choisy, premier Gouverneur de Sarrelouis 1679–1710“, Übersetzung: „Hier ruht das Herz des Generals Thomas de Choisy, erster Gouverneur von Saarlouis 1679–1710“, Bildhauerarbeit in rötlichem Marmor des Ihner Künstlers Oswald Hiery

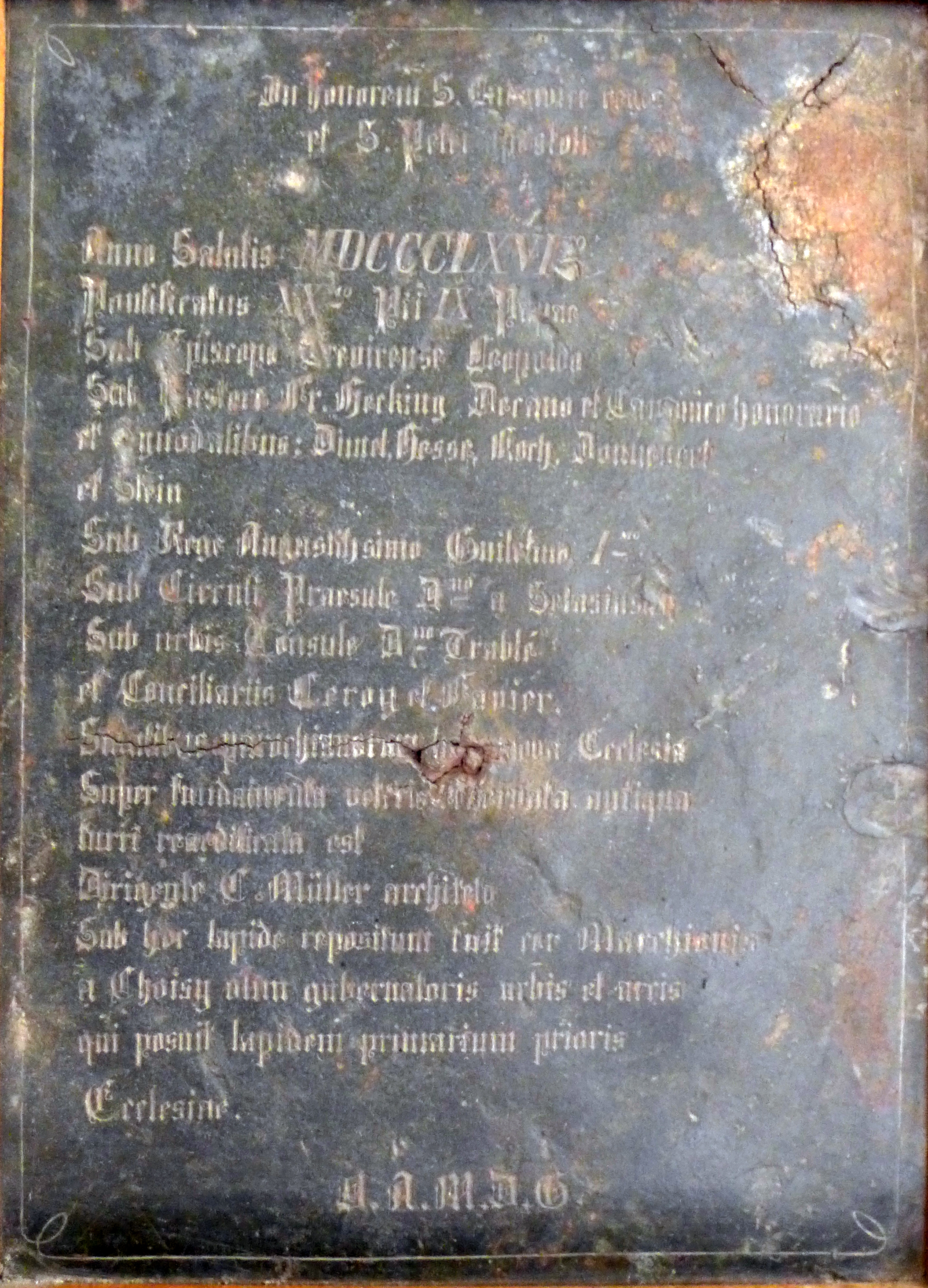
St. Ludwig (Saarlouis), Bleitafel über der Herzkapsel von Thomas de Choisy aus der neogotischen Kirche, wiedergefunden 1965 beim Abriss des alten Kirchenschiffs

Bei den Abrissarbeiten riss eine Baggerschaufel den Teil des Kirchenmauerwerkes ein, in dem die herzförmige Bleikapsel mit dem Herz des ersten Saarlouiser Festungsgouverneurs Thomas de Choisy eingelassen war. Dabei wurde die bleierne Umhüllung beschädigt. Das Herz und seine übrigen Eingeweide waren am 26. Februar 1710 auf Choisys persönlichen Wunsch hin unmittelbar nach seinem Hinscheiden im Alter von 78 Jahren in der Pfarrkirche neben dem Muttergottesaltar eingemauert worden, um seine innere Verbundenheit mit seinem beruflichen Wirkungsort zu dokumentieren, während die übrigen sterblichen Überreste in die Familiengruft nach Moigneville überführt wurden. Beim neogotischen Neubau der Kirche hatte man die Kapsel unter dem Hochaltar wieder beigesetzt. Die aufgerissene Bleikapsel mit dem Herzen von Thomas de Choisy wurde 1965 unter ärztlicher Aufsicht in eine neuangefertigte größere Bleiumhüllung eingelassen, mit Präparierungsflüssigkeit aufgegossen, eingeschweißt und durch einen Goldschmiedemeister mit der Inschrift versehen: „Herz des Comte Thomas de Choisy, Marquis des Moigeville, 1632–1710“.
Ursprünglich hatte sich das Herz des Thomas de Choisy in der barocken Kirche unter einem steinernen Bildwerk des Gouverneurs in der Wand der Kirche befunden. Choisy war dabei in Militärtracht in kniender Gebetshaltung und mit gefalteten Händen dargestellt gewesen. Das Bildrelief Choisys wurde vermutlich während der Französischen Revolution weggemeißelt.

#### Bau der modernen Kirche

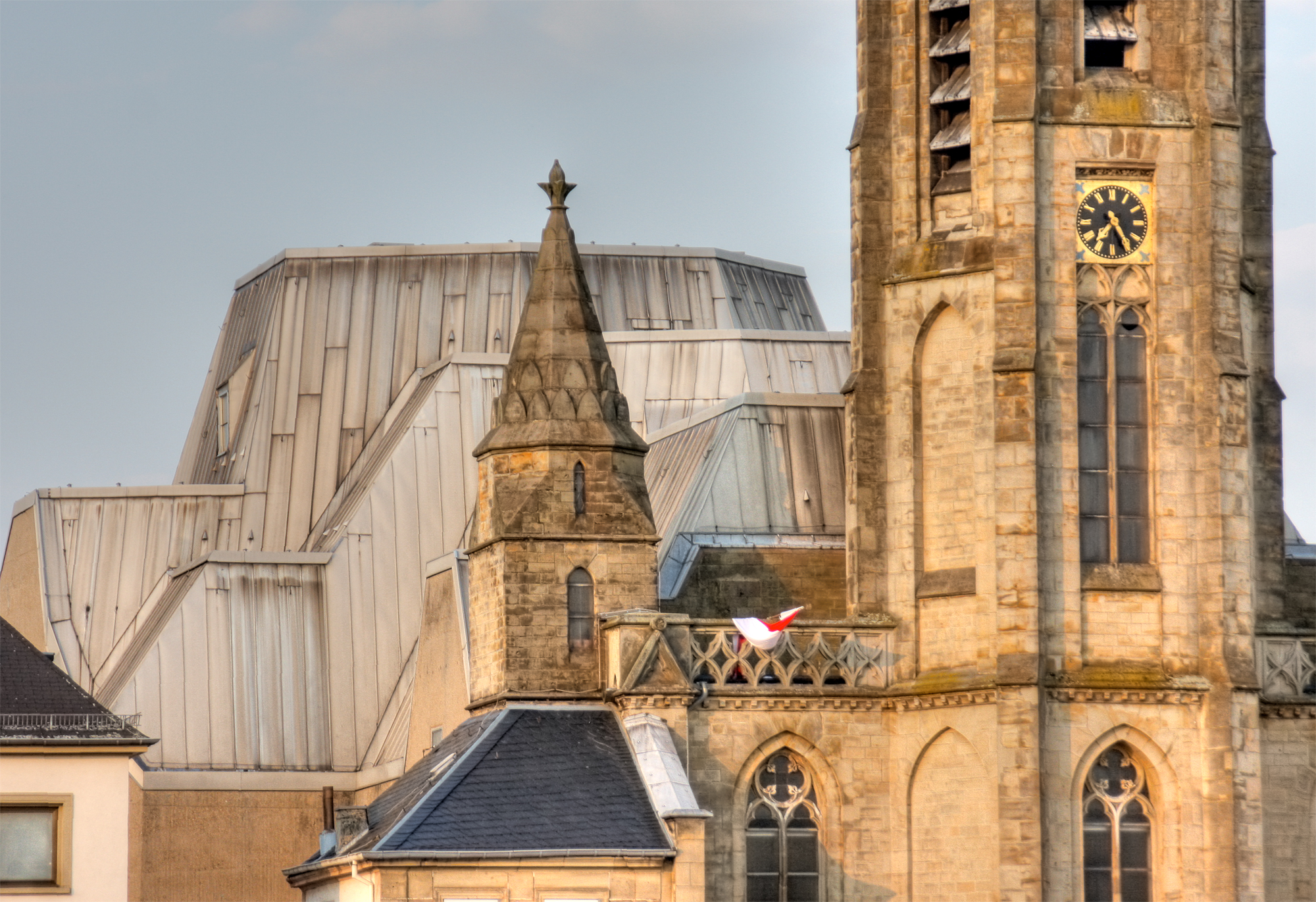
Blick auf die aluminiumverkleidete Dachkonstruktion Gottfried Böhms

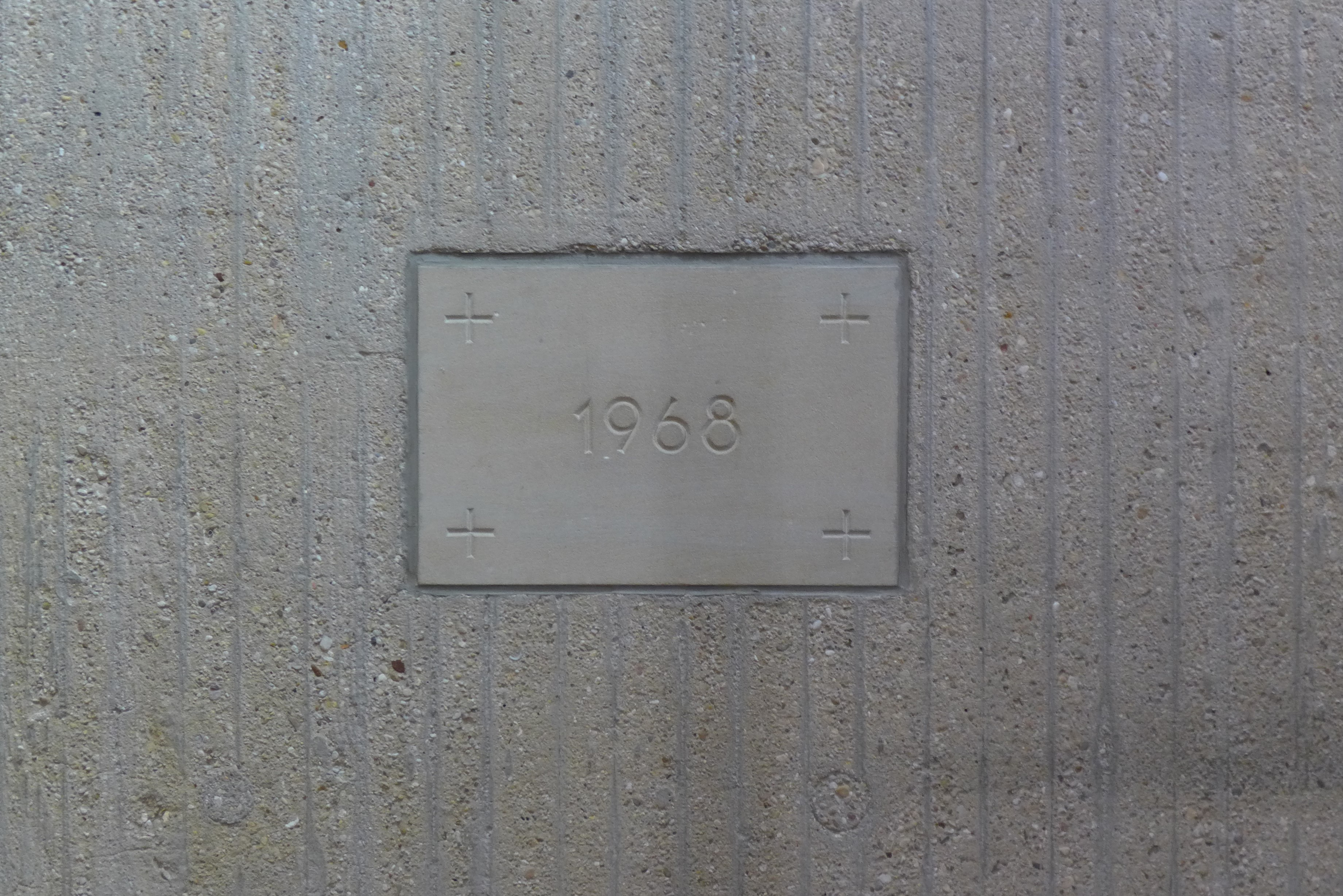
St. Ludwig (Saarlouis), Grundstein des Kirchenneubaus

Zur Erlangung eines neuen Kirchengebäudes war ein Wettbewerb ausgeschrieben worden. Am 31. Januar 1965 hatten fünf Architekten ihre Zeichnungen und Modelle eingesandt. Den Vorsitz des Preisgerichtes hatte Heinrich Latz. Als Sieger aus diesem Wettbewerb ging am 9. Februar 1965 der Architekt Gottfried Böhm (Köln-Marienburg) hervor. Die weiteren Preisträger waren:
- 2. Preis: Albert Dietz (Saarbrücken)
- 3. Preis: Konny Schmitz (Dillingen)
- 4. Preis: Karl Peter Böhr (Trier)
- 5. Preis: Karl Hanus (Saarlouis)

Gottfried Böhm erläuterte seinen Wettbewerbsbeitrag folgendermaßen:

„Die neugotische Fassade mit dem Turm der Ludwigskirche in Saarlouis ist in ihrem Maßstab so gut und für den Marktplatz von solcher Wichtigkeit, daß sie ohne größere Änderungen erhalten bleiben sollte. Es ist jedoch nicht möglich, die Fassade allein bestehen zu lassen und den Baukörper der Kirche getrennt von ihr zu errichten. Vielmehr verlangt der Giebel eine räumliche Fortsetzung. Dadurch ergibt sich, dass die Ausmaße der Kirche in ähnlicher Größe wie bei der alten Kirche beibehalten werden. Abgesehen davon erscheint es auch notwendig, daß eine Stadt wie Saarlouis eine Stadtkirche behält, d. h. eine Kirche, die über das normale Maß einer Pfarrkirche hinausgeht und die auch für besondere Anlässe ein größeres Fassungsvermögen besitzt.
Um nun für den normalen Gebrauch die Kirche nicht übergroß erscheinen zu lassen und die Gemeinde um den Altar zusammenzuhalten, schlägt der Verfasser vor, eine Art Vorhalle dem Hauptraum vorzulagern, in der auch die Aufnahme in die Kirche durch die Taufe vollzogen wird.
Diese Vorhalle oder Taufhalle ist zum Hauptraum hin weit geöffnet und nur durch die Orgel- und Sängerempore sowie durch die Art der Wand- und Gewölbeführung von diesem getrennt. Der Blick aus dieser Vorhalle unter der Empore her und um die freistehende Orgel herum geht in den Hauptraum, der in Grund- und Aufriß reicher gegliedert ist. Entsprechend der Grundrissform des Hauptraumes ist auch dessen Aufriß reicher gegliedert und die Giebelform, die die Decke der Vorhalle bestimmt, wird dort umgesetzt in ein Faltwerk, das sich nach vorne steigert und über Hauptaltar, Sakramentsaltar und der Stelle der Wortverkündigung ausklingt. Die Sänger sollen auf der Empore seitlich der Orgel stehen, ziemlich mitten im Gesamtraum und ebenso gleichsam die Antwort für das gesamte Volk.“

Seit Juni 1967 war die niederländische Tiefbaufirma De Waal mit den Fundamentierungsarbeiten (Pfahlgründungen) zum neuen Kirchenbau Böhms beschäftigt. Dabei führte man 45 Stahlrohre mit einem Durchmesser von 32 bis 75 cm Durchmesser bis zu einer Tiefe von 10 m auf eine tragfähige Gesteinsschicht aus Saarkies herab, armierte sie und goss sie mit Beton aus. Die schmäleren Rohre sollten eine Tragfähigkeit von 35 Tonnen, die größeren Rohre eine Tragfähigkeit von 200 Tonnen haben. Auch der neogotische Turm wurde bei den Fundamentierungsarbeiten mit neuen Gründungen versehen. Die bisherigen hatten nur bis 4 m unter dem Bodenniveau gelegen. Bei den Ausschachtungsarbeiten im Bereich des Kirchenschiffes stieß man auf zahlreiche Gebeine, die man wieder unter der neuen Kirche beisetzte. In den vorangegangenen Jahrhunderten hatte man die Verstorbenen der Stadt Saarlouis in Leinentücher gewickelt und in den Grablegen im Kircheninnenraum mit Kalk zugedeckt.
Am 24. Juli 1967 begannen die Arbeiten zum Neubau der Kirche durch das Fraulauterner Bauunternehmen Hans Hanus. Verantwortlicher für die Bauleitung und die Bauausschreibung war der Saarlouiser Architekt Klaus Hoffmann. Das Baubüro richtete man im alten Pfarrhaus hinter der Kirche (heute Dechant-Unkel-Platz) ein. Anfang Juli 1969 feierte man das Richtfest des neuen Kirchenbaues. Beim Richtfest meinte Bauherr Dechant Helmes affirmativ:

„Wir hatten den Mut gehabt, eine solch große Kirche an dieser Stelle zu bauen. Ich meine, wir sollten uns selber zu diesem Mut beglückwünschen.“

Am 30. August 1969 wurde durch Regionaldekan Josef Goergen (1904–1995) der Grundstein der neuen Kirche gelegt. Beim Bau der Kirche war es zu keinem Unfall gekommen. Die feierliche Einweihungsfeier fand am 29. August 1970, im 700. Todesjahr des heiligen Ludwig statt.
Oberbaurat Alois Peitz vom Diözesanbauamt des Bistums Trier nahm im Rahmen der kirchlichen Feier Stellung zur vehement geäußerten Kritik am Böhmschen Bauwerk und verteidigte die Kosten von ca. 2 Millionen DM:

„Die Pfarrei hat allen Grund, sich über die neue Kirche zu freuen, die sich durch Vielfalt und Differenziertheit des Baukörpers, durch die Geschlossenheit ihres Innenraumes und die Vorkirche auszeichnet, die unmittelbar an den Großen Markt angrenzt und damit an die Welt das Angebot zur Einkehr richtet. (…) In einer pluralistischen Gesellschaft haben alle das gleiche Recht. Von allen Versammlungsräumen sind die Kirchenbauten die preisgünstigsten. Die Kongresshalle Saarbrücken hat mehr als das Sechsfache der neuen Ludwigskirche gekostet.“

Weiter erklärte Peitz in seiner Ansprache am 29. August 1970:

„Wie ist diese Bauwerk nun zu verstehen, aufzufassen und zu erklären? Als Architekt bin ich nüchtern genug, um kein Programm, keine Idee in dieses Gebäude hinein zu interpretieren, denn ich weiß, so fängt Prof. Böhm nicht an. Ich will mich ganz einfach freuen mit Ihnen an dem gelungenen Werk und drei Erscheinungsformen besonders erwähnen, die mir auffällig sind und wesentlich erscheinen:
1) Die Vielfalt und Differenzierung des Baukörpers im Äußeren und des Raumes im Inneren. Anstelle strenger Geometrie ist hier das freie Spiel der Kräfte getreten, anstelle einer ablesbaren Statik und Dynamik, und dennoch zeigt sich uns ein einheitliches Ganzes ohne Chaos. Ist eine solche Architekturform nicht Dokumentation unserer Situation? Wir sind keine uniformierte gleichgerichtete und gleichartige Gesellschaft. Wir sind keine Pfarrgemeinde mehr, die in Reih und Glied hinter ihrem Pfarrer steht. Wir betonen die Persönlichkeit des Einzelnen, die Mündigkeit, die Eigenverantwortlichkeit – eine Einheit in der Vielfalt.
2) Die Geschlossenheit, fast zentrierende Wirkung des Gebäudes. Obwohl auf den Fundamenten einer längsgerichteten Anlage errichtet, konzentriert sich dieses Gebäude um den Altar, ist – so scheint es – aus ihm abgeleitet und führt zu ihm hin. Die äußere Hülle ist nichts anderes als der bergende Raum, als Stätte des Mysteriums der Menschwerdung Gottes. Der Raum schafft Voraussetzung zur Versammlung der Gemeinde um diesen Altar, wirkt hinführend und deutend zugleich.
3) Die Vorkirche mit Sakramentsbereich, unmittelbar am Marktplatz gelegen, als ständiges Angebot des Verweilens, des Luftholens. Die Betriebsamkeit, der zwingene Ablauf unseres Alltags, die technisierte Umwelt lassen oft genug eine Sehnsucht in uns wach werden nach einer Insel der Ruhe, nach einem „etwas ganz anderem“. Oft genug möchten wir abspringen. Das Gammeln unserer Tage ist ein Zeichen für diese Flucht und Sehnsucht. Hier entsteht ein Vakuum, das für die Kirche eine Chance sein kann. Nutzen Sie mit diesem Bau und dieser Vorkirche diese Chance und geben Sie mit der ständig geöffneten Vorhalle, mit dem unmittelbar an der Straße und am Markt gelegenen Sakramentsbereich ein Angebot, ein Zeichen für die andern.“

Die eigentliche Konsekration feierte man allerdings erst 33 Jahre nach der Fertigstellung des Böhmschen Betonbaues am 24. August 2003. Die feierliche Weihe vollzog der Trierer Weihbischof Leo Schwarz. Dabei ließ man im Zelebrationsaltar eine Kreuzreliquie, Reliquien der Trierer Märtyrer der Christenverfolgung unter Kaiser Diokletian, des seligen Paters Peter Friedhofen sowie der seligen Schwester Blandine Merten ein. Die Konsekration hatte man im Jahr 1970 unterlassen, da man im damaligen nachkonziliaren Geist die neuerbaute Kirche eher als Versammlungsort der Gemeinde und nicht als sakralen Kultraum verstanden wissen wollte. Die 300-Jahr-Feier der Pfarrei beging man im Jahr 1985.
Böhms Entwurf für Saarlouis, den er in den Jahren 1965 bis 1970 verwirklichen konnte, weist zahlreiche Ähnlichkeiten mit seinem Entwurf für die Wallfahrtskirche Maria, Königin des Friedens in Neviges auf, der im Jahr 1968 entwickelt worden war. Beide Kirchen, Saarlouis und Neviges, gehören in die Reihe der Faltwerkskonstruktionen Böhms, die wie monumentale kristalline Monolithen anmuten: 1956–1960 Pfarrkirche St. Maria (Fatima Friedenskirche) in Kassel-Bad Wilhelmshöhe, 1958–1966 Katholische Universitätsklinik-Kirche St. Johannes der Täufer in Köln-Lindenthal, 1960–1967 St. Gertrud (Köln) in Neustadt-Nord (Köln), 1968–1970 Christi Auferstehung (Lindenthal) im Kölner Stadtteil Lindenthal, 1967–1969 St. Mariä Heimsuchung in Alfter-Impekoven.
In Saarlouis blieb die denkmalgeschützte neogotische Turmfassade von Vincenz Statz erhalten. Böhm schuf als neues Kirchenschiff quasi eine Großskulptur in Beton, die in den Stadtraum hinein durch ihre sich auftürmende Dachlandschaft massive Wirkung entfaltet und den Betrachter überwältigen soll. Der brutale Betonbau beeindruckt durch seine erdrückende Ernsthaftigkeit, spektakuläre Leidenschaftlichkeit und monumentale Schwere. Dem Betrachter soll Zuverlässigkeit und Stärke vermittelt werden. Der unverputzte Beton des Brutalismus sollte durch seine radikale Materialsichtigkeit – so seine Verfechter – nicht nur Ergebnis einer absoluten Orientierung auf Funktionalität und der Reduktion auf das Wesentliche sein, sondern darüber hinaus moralische Werte wie Ehrlichkeit und Authentizität visualisieren. Das Christ-Sein in der Gegenwart wurde als existentielle Erfahrung begriffen, die sich auch im Kirchenbau widerspiegeln sollte. Den kargen Kirchenraum sah man als Möglichkeit, die zu feiernde Messe auf ihren Kern zu konzentrieren und die innere Einkehr der Gläubigen zu fördern.
Damit ist der Böhmsche Kirchbau in Saarlouis ein beredter Ausdruck einer Zeit des radikalen Werte-Umbruches in Kirche und Gesellschaft. Kirche als Institution zog zunehmend flächendeckend kontroverse Diskussionen der bisher weitgehend kirchentreuen Nachkriegsgesellschaft auf sich. Sie geriet wie noch nie unter den Druck existentieller Rechtfertigung und sah sich der Notwendigkeit eines grundlegenden Wandels unterworfen, der zu ungewöhnlichen Lösungen herauszufordern schien. Während optimistische Kirchenvertreter hofften, durch Kirchenbauten des Brutalismus die immer größer werdende Kluft zwischen Kirche und Gesellschaft – insbesondere der jungen Generation – schließen zu können, sahen Gegner des neuen Kirchenbaues in der plastischen Schwere der neuen Großbauten den betongewordenen Inbegriff architektonischer wie religiöser Tristesse, Seelenlosigkeit und Unsensibilität und verspotteten die modernen Betonkirchen mit Begriffen wie „Glaubensbunker“, „Seelen-Reaktor“ oder etwa „Vater-Unser-Garagen“.
Böhms Kirche St. Ludwig ragt auf unregelmäßigem, winkligem Grundriss als kristallin gebrochener Baukörper von 46 m Länge und 26 m Breite auf. Das Kirchenschiff erreicht im Inneren eine maximale Höhe von 24,5 m. Der Rauminhalt entspricht 17.700 Kubikmetern. Die Kirche bietet Platz für 600 Personen.
Der sich an den Grundriss der Vorgängerbauten abstrahierend anlehnende Innenraum mit seinen steil aufsteigenden, hochrechteckig segmentierten rohen Betonwänden spiegelt die äußere Gestalt als Negativform wider. Decken und einzelne Wandflächen sind aus gestalterischen und akustischen Gründen durch eine Lochrasterung abgesetzt. In der Höhe formen sich, aus der Wand heraustretend, Winkeln und Kanten sowie kubenartige Austritte und Einschnitte. Die wuchtig hervortretenden Gewölbeansätze aus kubischem Faltwerk leiten gestalterisch zur flach schließenden lochgerasterten Raumdecke über. Wände und Decke bilden eine untrennbare, plastisch gestaltete Einheit. Die zeltartige Auffaltung der Raumdecke greift eines der grundlegenden Leitmotive der deutschen Kirchenbaukunst der 1960er Jahre auf. Das Zelt-Motiv (z. B. 2 Kor 5,1-10 ) steht dabei als Symbol für die sogenannte „Ecclesia peregrinans“, die suchende oder pilgernde Kirche in der Zeit der pastoralen Neuorientierung im Umfeld des Zweiten Vatikanischen Konzils (1962–1965). Darüber hinaus steht das Zelt-Motiv auch im Zusammenhang mit dem biblischen Mischkan (Stiftszelt; lat. tabernaculum, Ex 39,32-43 ), dem transportablen jüdischen Heiligtum, welches nach den Erzählungen des Alten Testamentes das Volk Israel auf seinen Wanderungen nach dem Auszug aus Ägypten mitführte, bevor ein permanentes Zentralheiligtum errichtet wurde.
In seiner radikalen Vertikalität ist der Raum von hochgotischem Geist inspiriert und erweckt den Eindruck einer massiv abstrahierten, modernen Sainte-Chapelle in wuchtigen Betonformen. Der Kirchenraum wurde ursprünglich durch die in den Wänden lukenartig verteilten, klarverglasten Hochrechteckfenster in mystisch verschattete und hell erleuchtete Zonen unterteilt, die dem Kirchenraum etwas Geheimnisvolles gaben. Im Bereich des Kirchenraumes, wo sich früher die Querschiffe befanden, sind die Fenster in der unmittelbaren Augenzone des Betrachters zu Lichtzeilen gereiht. Die Fensternischen führen dem Kirchenbesucher die Mächtigkeit der Kirchenwände vor Augen. Die unklare Ausleuchtung und der sparsame Einsatz von Lichteinfall sollte eine Unbegrenztheit des Raumes suggerieren. Der Raum ist somit für den Besucher nicht direkt und klar erfassbar und erweckt den Eindruck von überwältigender Erhabenheit. Diese von Böhm bewusst inszenierten Lichteffekte wurden durch die figürliche Buntverglasung in glühenden Farben durch Ernst Alt ab den 1980er Jahren sukzessive verändert.
In einem Schreiben vom 12. Februar 2001 äußert sich Gottfried Böhm zur Verglasung durch Ernst Alt folgendermaßen:

„Die Fenster fand ich zunächst arg schwülstig, aber nach längerem Betrachten haben vielleicht auch diese etwas, was, wenn man es nicht so detailliert sieht, in den Raum paßt. (…) Ich hatte mir da natürlich etwas andere Fenster vorgestellt.“

Die geschlossene Rückwand der kolossalen Orgelempore steht frei im Raum und bildet quasi einen Lettner, der den Eingangsbereich vom Bereich des gottesdienstlichen Geschehens trennt. Der vom Großen Markt her Eintretende sieht im linken Bereich der Rückwand des Orgellettners eine Marienikone in metallener Rahmung angebracht, die von zahlreichen Votivkerzen mystisch umflackert wird, sodass im halbdunklen Dämmerlicht eine intime Wirkung erzielt wird, die Ruhe und Abstand vom hektischen Treiben des urbanen Geschehens vermittelt. Der vom Eingang aus betrachtet rechte Stützpfeiler des Orgellettners ist von einer verglasten Nische für das Totenbuch der Gemeinde durchbrochen. Ebenso existiert eine Nische für eine Totenleuchte.
Der Besucher schreitet entweder am Orgellettner vorbei oder bewegt sich durch zwei niedrige Durchgänge in den eigentlichen Sakralbereich mit gewaltiger, höhlenartiger Wirkung. So wird der Blick frei zur Chornische, die den in den 1980er Jahren wieder aufgestellten, prachtvollen neogotischen Hochaltar aus dem Vorgängerbau aufnimmt. Diesen Passage-Effekt mittelalterlicher Lettnerkirchen plante Böhm bewusst ein. Der Wegecharakter des Sakralraumes wurde durch Lampen, die Straßenlaternen mit jeweils drei Lampenschirmen an gebogenen Auslegern nachempfunden sind, zusätzlich betont. Sie sollten den profanen Stadtraum mit seinem Marktgeschehen und den sakralen Kirchenraum miteinander verbinden und gleich Leuchttürmen den Weg des Gläubigen zur Altarinsel als dem Zentrum des Gesamtbaues erhellen. Die „Straßenlaternen“ wurden aufgrund von Materialermüdung später zu „Lichtrohrmasten“ umgebaut und veränderten den ursprünglichen Raumgedanken Gottfried Böhms. Der Grundgedanke des Umbaues des Beleuchtungskonzeptes war, dass man durch die Lichtrohrmasten sowohl nach oben die Gewölbe als auch nach unten den Bereich der Kirchenbesucher dimmbar bestrahlen kann. Im Jahr 2021 wurden die ursprünglich von Böhm konzipierten „Straßenlaternen“ rekonstruiert und in der Kirche installiert. Die Laternen wurden an ihren Schäften zusätzlich mit horizontal strahlenden Lampen versehen. Darüber hinaus erhielt die Kirchendecke ein aus 220 Lampen bestehendes, computergesteuertes Lichtkonzept, das – in die Böhmschen Akustiklöcher eingesetzt – vom Krefelder Lichttechniker Mario Haunhorst entwickelt worden war und an einen Sternenhimmel erinnert. Die Lichter sind über 30 Grundeinstellungen dimmbar und können farbig verändert werden. Die Baumaßnahme wurde durch einen Sonderfonds der Bundesrepublik für den Denkmalschutz zu 50 % mitfinanziert. Die gesamte Gebäudesanierung belief sich auf 1,08 Millionen Euro.
In seinem Schreiben vom 12. Februar 2001 äußert sich Gottfried Böhm zur neuen Beleuchtungskonzeption folgendermaßen:

„Gar nicht gut finde ich die neuen Beleuchtungskörper, da waren doch die alten sehr viel schöner. Ich weiß nicht, warum man die geändert hat. Vielleicht war der Grund dafür, daß es nicht genügend nach oben beleuchtet war, dies jedoch war eigentlich Absicht, weil ich meine, daß die künstliche Belichtung des Raumes eine ganz andere, eben nur nach unten gerichtete, sein sollte, und der Raum ruhig etwas im Dämmerlicht bleiben sollte.“

Auf der Altarinsel vor dem Hochaltar befindet sich der Zelebrationsaltar, um den sich die feiernde Gemeinde im Sinne der nachkonziliaren Idee der „Circumstantes“ scharen sollte. Im Altarraum wurde die Bleikapsel mit dem Herzen des Thomas de Choisy, dem ersten Gouverneur der Festungsstadt Saarlouis, die sich schon in den beiden früheren Kirche befunden hatte, am 19. März 1971 wieder beigesetzt. Am 26. August 1973 stellte man in der Vorhalle der neuen Kirche links und rechts des Turmportals die beiden barocken Statuen der Apostelfürsten Petrus und Paulus aus den Fassadennischen der früheren barocken Kirche des 17. Jahrhunderts auf. Die Statuen aus dem Jahr 1685 stammten aus einer Trierer Werkstatt, die auch zahlreiche Skulpturen für die Trierer Klosterkirche der Reichsabtei St. Maximin gefertigt hatte.
Im Gegensatz zu den rohen Betonwänden, die noch die technischen Spuren der Schalung und Schüttung dokumentieren, ist der Fußboden ganz mit quadratischen roten Tonplatten belegt, die dem Besucher ein Gefühl von ruraler Natürlichkeit und erdverbundener Wärme vermitteln wollen. Die Postamente und die Altarinsel mit dem Altarblock sind in derselben Art und Weise gestaltet und vermitteln den Eindruck, sie wüchsen geradezu aus dem Boden heraus.

#### Ausmaße
- Länge der neogotischen Turmhalle von Tür zu Tür: 5,70 m
- Länge der Vorhalle bis zur Orgelempore: 7,70 m
- Länge des Schiffes von der Empore bis zur Apis: 38,20 m
- Länge der Kirche von der Innenseite des Turmportals bis zur Apsis: 51,60 m
- Maximale Breite: 23,40 m
- Maximale Gewölbehöhe: 23,00 m

## Ausstattung

### Hochaltar

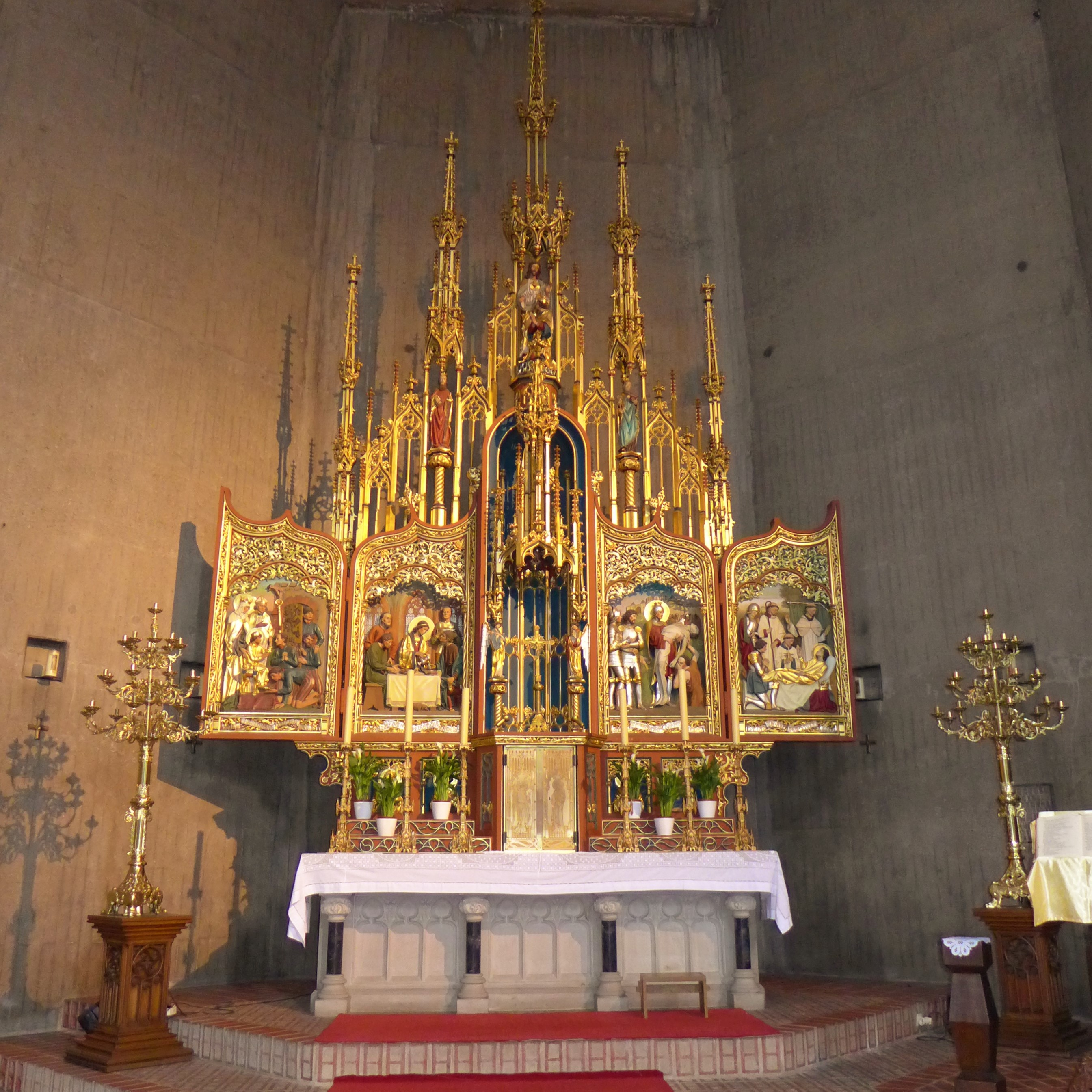
St. Ludwig (Saarlouis), neogotischer Flügelaltar von Hans Steinlein im geöffneten Zustand

Der neospätgotische Hochaltar von St. Ludwig wurde im Jahr 1910 anlässlich des 25-jährigen Pfarrjubiläums des Dechanten Alexander Subtil durch die Werkstatt des in Eltville am Rhein ansässigen Bildhauer Hans Steinlein (* 1872 in Trier; † 1958) geschaffen. Das sakrale Bildwerk thematisiert das Leben des Kirchenpatrons, des heiligen Ludwig IX. von Frankreich.

### Gemälde und Skulpturen
Die beiden großformatigen Ölgemälde im Eingangsbereich der Kirche mit der Signatur „Dupuy“ wurden wohl am Ende des 17. Jahrhunderts vom Metzer Künstler Nicolas Dupuy gefertigt und von König Ludwig XIV. der Pfarrkirche gestiftet. Dupuy stammte aus Pont-à-Mousson und war in der zweiten Hälfte des 17. Jahrhunderts bis zum Jahr 1706 als Hofmaler Herzog Leopolds I. von Lothringen beschäftigt. Außer seinen Saarlouiser Bildern sind von Dupuy noch drei Gemälde in Nancy bekannt.
Während der Wirren der Französischen Revolution wurde das Saarlouiser Gotteshaus im Januar 1794 verwüstet und geschändet. Die Gemälde konnten jedoch gerettet werden. Sie befinden sich heute im Vorraum der Kirche. Die beiden Ölgemälde wurden in den 1950er Jahren von dem Saarbrücker Maler und Restaurator Ernst Sonnet (1906–1978) restauriert. Zum 300-jährigen Stadtgründungsjubiläums im Jahr 1980 wurden die beiden Gemälde nach sorgfältiger Restaurierung im Kircheninneren wieder aufgehängt.

#### Heilige Familie

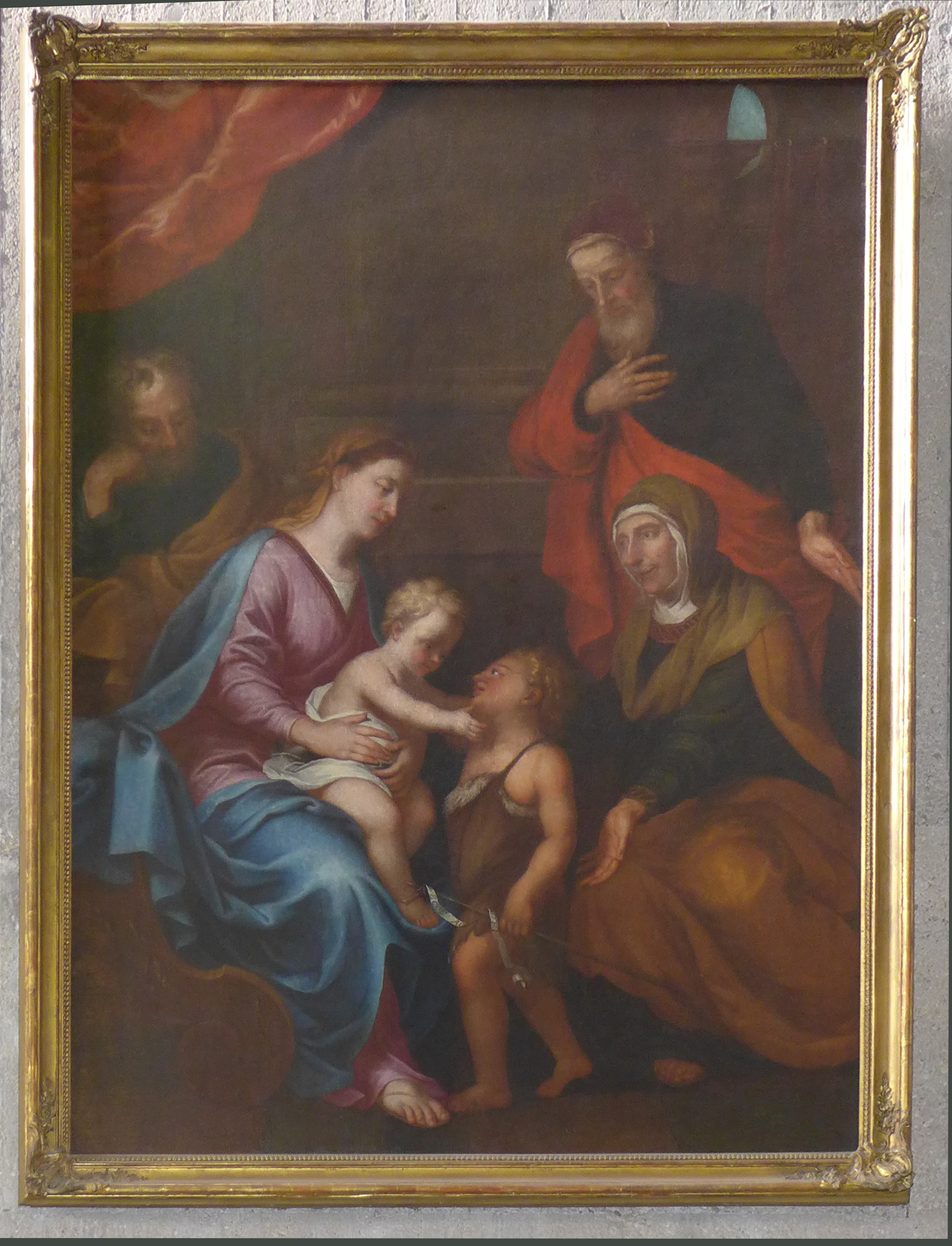
Nicolas Dupuy: Die heilige Familie, 1687, Öl auf Leinwand, 133 × 178 cm

Das Ölgemälde (Öl auf Leinwand, 133 × 178 cm) mit der Darstellung der Heiligen Familie im Eingangsbereich der Kirche stammt noch aus der barocken Pfarrkirche und wurde im Jahr 1687 geschaffen. Das Bild wurde vermutlich im Jahr 1865 aus der abzubrechenden barocken Kirche entfernt und seitdem im Pfarrhaus aufgehängt. Erst nach 1970 kam es wieder in das Böhmsche Kirchengebäude. Das Gemälde zeigt einen Besuch der Familie Johannes des Täufers mit seinen Eltern bei der Heiligen Familie, eine in der Kunstgeschichte selten thematisierte Konstellation, die nicht in der Bibel erzählt wird. So wie die schwangere Jungfrau Maria ihrer Base Elisabeth vor der Geburt des Johannes einen Besuch abgestattet hatte (Lk 1,39-56 ), so besucht jetzt Elisabeth mit ihrem Mann und dem Sohn der Familie die Verwandtschaft in Nazareth. Das Jesuskind sitzt auf dem Schoß der Jungfrau Maria und streckt seine Ärmchen aus, um den ihm zustrebenden kleinen Johannes begrüßend zu umarmen. Johannes’ Mutter Elisabeth, dargestellt als Frau im fortgeschrittenen Alter, unterstützt die dem Jesuskind zugewandte Bewegung ihres kleinen Sohnes. Während Zacharias, der Vater des Johannes, sich in ehrfürchtiger Haltung vor dem Jesuskind verbeugt, blickt Josef in nachdenklicher Haltung auf die Szene, indem er seinen Kopf mit der Hand stützt. Die Gottesmutter Maria mit dem Jesuskind ist als Helligkeitszentrum des Gemäldes gestaltet. Ein aufwirbelnder roter Vorhang am linken oberen Bildrand schließt die einträchtig-friedvolle Komposition ab und gibt den Blick auf eine Landschaftsszene frei. Im Jahr 1832 wurde das Ölgemälde restauriert und ist durch diese Behandlung in der Folgezeit stark nachgedunkelt. Vermutlich im Jahr 1890 war es aus der Kirche entfernt und danach im Pfarrhaus aufgehängt worden.

#### Apotheose des heiligen Ludwig

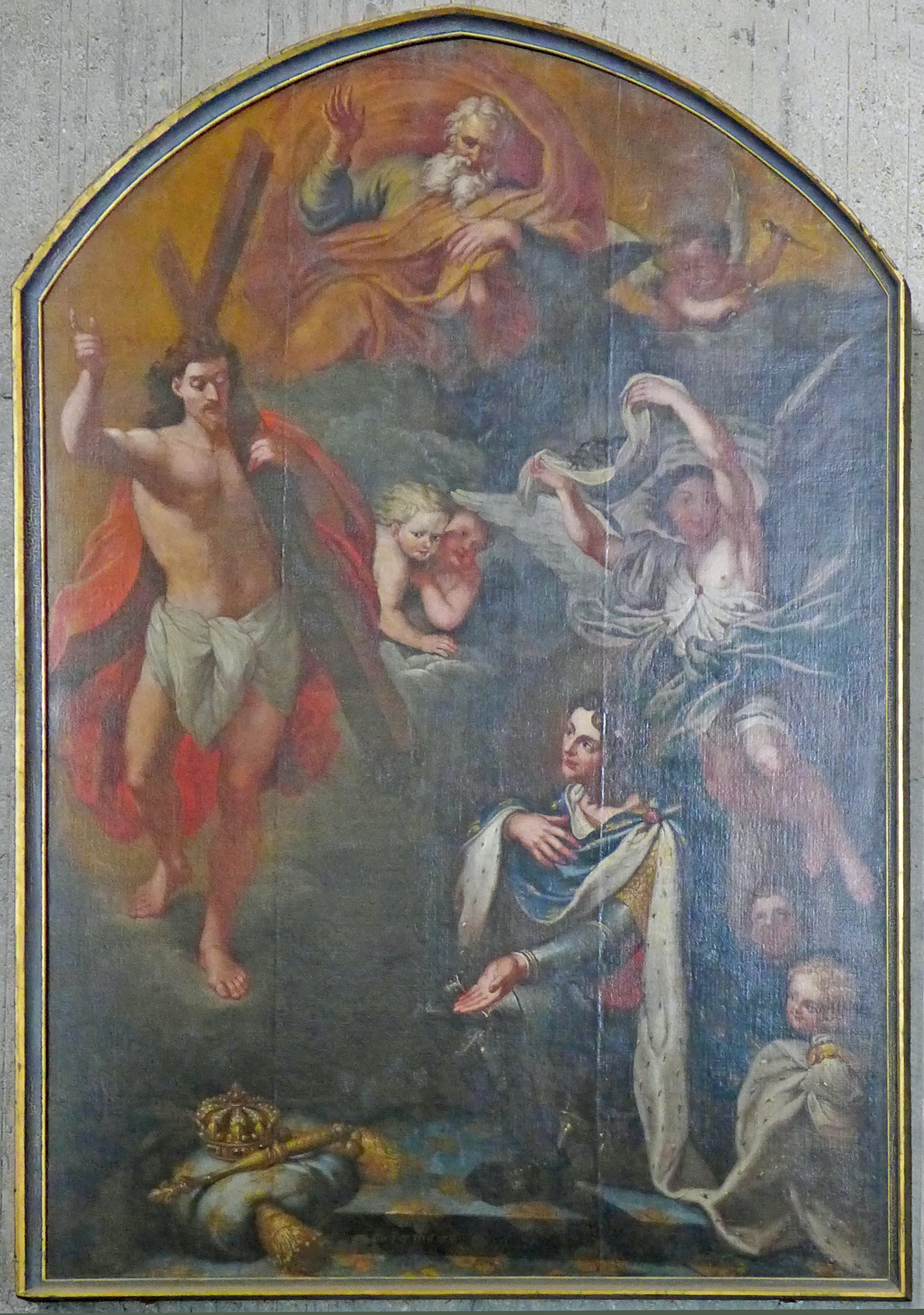
Nicolas Dupuy: Die Apotheose des heiligen Ludwig, 1694, Öl auf Leinwand, 220 × 350 cm

Das Ölgemälde (Öl auf Leinwand, 220 × 350 cm) mit der Darstellung der Aufnahme des heiligen Ludwig in den Himmel im Eingangsbereich der Kirche stammt aus dem Jahr 1694 und gehört noch zur Ausstattung der barocken Pfarrkirche. Den Begriff der Apotheose griff das Zeitalter des Barock aus der griechisch-römischen Antike wieder auf. In deren mythologischer Vorstellung wurden heroische Menschen aufgrund ihrer sittlich hervorragenden Taten zu Göttern erhoben, woraufhin ihnen fürderhin mit göttlichen Ehrenbezeugungen gehuldigt werden sollte. Vermutlich diente das Saarlouiser Gemälde als Zentralbild des Hochaltares in der Apsis der barocken Kirche.
In der unteren rechten Hälfte des Bildes kniet der heilige Ludwig mit jugendlich-anmutigen Zügen und in demütiger Haltung im königlichen Hermelinornat während des Partikulargerichtes im Augenblick seines Dahinscheidens vor der göttlichen Majestät. Seine rechte Hand hat er auf sein Herz gelegt, während seine Linke auf die Krone Frankreichs und das Königs-Szepter verweist, die beide auf einem prunkvollen Quastenkissen zu Füßen Christi liegen. Der Gestus verdeutlicht, dass der Herrscher Frankreichs alle von Gott durch die Königssalbung empfangene weltliche Macht hinter sich gelassen hat und sie nun in Gottes Hände zurückgibt, um von ihm, wie in der Offenbarung des Johannes verheißen, die „ewige Krone“ zu empfangen: „Sei getreu bis in den Tod, so will ich dir die Krone des Lebens geben.“ (2,10 )
In der linken Hälfte des Bildes erscheint in der oberen Mitte auf den Wolken des Himmels zu Ludwig im Triumph herniedersteigend der auferstandene Christus mit dem Kreuz auf seiner Schulter. Das prächtige Krönungsornat des Königs und Christi einfacher Lendenschurz entsprechen sich antithetisch. Christi Rechte verweist den König in Richtung seines himmlischen Vaters, der an der Spitze des Bildes im Himmel thront und Ludwig mit erhobener Hand in Begleitung eines Engels, der die Kreuzigungsnägel Christi präsentiert, zu empfangen scheint. Die Figurenkonstellation bezieht sich auf das Jesuswort aus dem Johannesevangelium: „Ich bin der Weg und die Wahrheit und das Leben; niemand kommt zum Vater außer durch mich. Wenn ihr mich erkannt habt, werdet ihr auch meinen Vater erkennen.“ (14,6-7 )
Der äußerste rechte Rand des Bildes ist wie die Mitte von jeweils zwei Kinderengeln ausgefüllt: Zwei Putten, ähnlich denen der Sixtinischen Madonna Raffaels betrachten das Geschehen auf einer Wolkenbank, zwei kleine Engel halten die Schleppe des königlichen Hermelinmantels. Seitlich des Königs erhebt sich mit aufwirbelnden üppigen Gewändern und flatternden Haaren ein Engel, der auf einem weißen Tuch die Dornenkrone Jesu emporhält.
Die Figurenkonstellation des Bildes beschreibt eine Linienführung in der Form eines „X“. Vom Kreuzesstamm über die linke Hand Ludwigs, die Christus die Insignien des französischen Königtums darbietet, bis zum von einem Engel getragenen Saum des Königsmantel lässt sich eine Linie ziehen. Ebenso lässt sich eine Verbindungslinie vom linken Flügel des dornenkronentragenden Engels über Kopf und rechtem Arm des Heiligen zum Kissen am Boden mit den Herrschaftszeichen denken. Die Dornenkrone auf dem schlichten Tuch in der Höhe und die Königskrone Frankreichs auf dem prunkvollen Kissen am Boden entsprechen sich als Gegensatzpaar. Die Überkreuzstellung der Gesamtkonstellation des Bildaufbaues kann als personale Gestaltwerdung des griechischen Buchstabens „Chi“, des Anfangsbuchstabens des Wortes „Christos“ (der Gesalbte), gedeutet werden. Ebenso entsteht hier ein gedanklicher Bezug zu Ludwig, der ebenfalls als mit dem heiligen Salböl in sein Amt Eingesetzter, von Gott Beauftragter, verstanden wurde. Das Bild visualisiert in seiner Aussage im Bezug auf die christuszentrierte Lebensführung des heiligen Ludwig insgesamt das Jesuswort aus dem Matthäusevangelium: „Wer mein Jünger sein will, der verleugne sich selbst, nehme sein Kreuz auf sich und folge mir nach. Denn wer sein Leben retten will, wird es verlieren; wer aber sein Leben um meinetwillen verliert, wird es gewinnen. Was nützt es einem Menschen, wenn er die ganze Welt gewinnt, dabei aber sein Leben einbüßt? Um welchen Preis kann ein Mensch sein Leben zurückkaufen? Der Menschensohn wird mit seinen Engeln in der Hoheit seines Vaters kommen und jedem Menschen vergelten, wie es seine Taten verdienen.“ (16,24-27 )
Im Gemälde wird das überirdische unbegreifliche Geschehen des christlichen Glaubens vom Künstler in pralle, geradezu handgreifliche Realität umgesetzt, die den staunenden Betrachter ganz im Sinne eines barocken Theatrum sacrum in die Szenerie hineinzieht und vereinnahmt, sodass sich Immanenz und Transzendenz zu durchdringen beginnen.

#### Kreuzweg

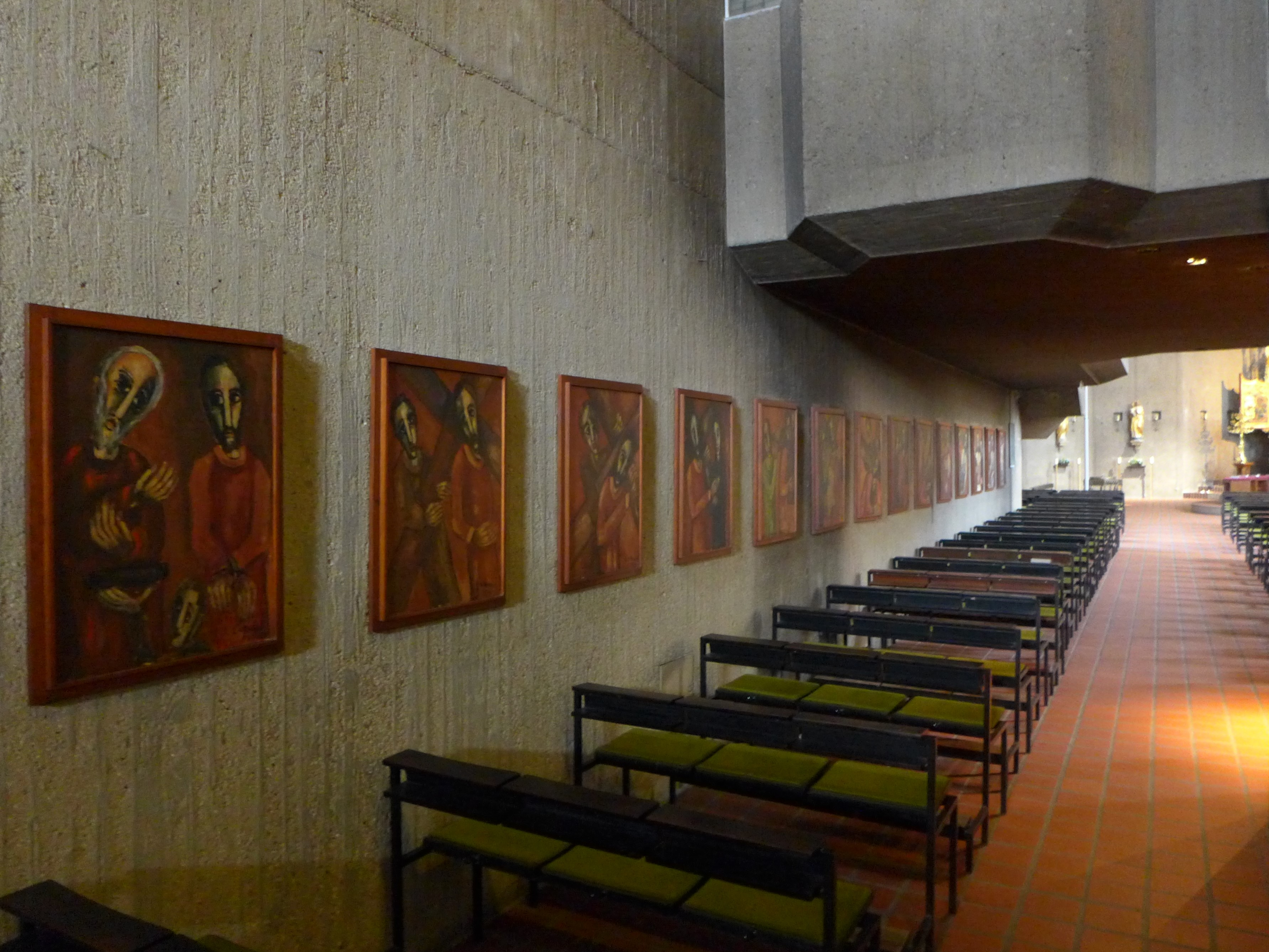
St. Ludwig (Saarlouis), Kreuzwegstationen des Malers Arthur Tholey

Der Kreuzweg wurde durch den Überherrner Maler Arthur Tholey (1921–1976) in den frühen 1970er Jahren gemalt. Tholey hatte an der Akademie der Bildenden Künste München seine Ausbildung begonnen, musste diese jedoch bereits nach einem halben Jahr aufgrund einer Einberufung zum Kriegsdienst abbrechen. Nach dem Ende des Zweiten Weltkrieges besuchte er für ein Jahr die Schule für Kunst und Handwerk in Saarbrücken. Den Lebensunterhalt für sich und seine Familie musste sich Tholey durch eine berufliche Tätigkeit als Anstreicher verdienen. Seine Bilder stellte er erst mit dem Beginn der 1970er Jahre aus, nachdem er eine Krankheit überwunden hatte; zunächst in seiner Heimatgemeinde Überherrn, dann auch in Saarbrücken und den benachbarten Regionen. Der Bilderzyklus wurde der Pfarrei von der Witwe des Künstlers nach dessen Tod angeboten und schließlich für St. Ludwig angekauft.

#### Skulpturen

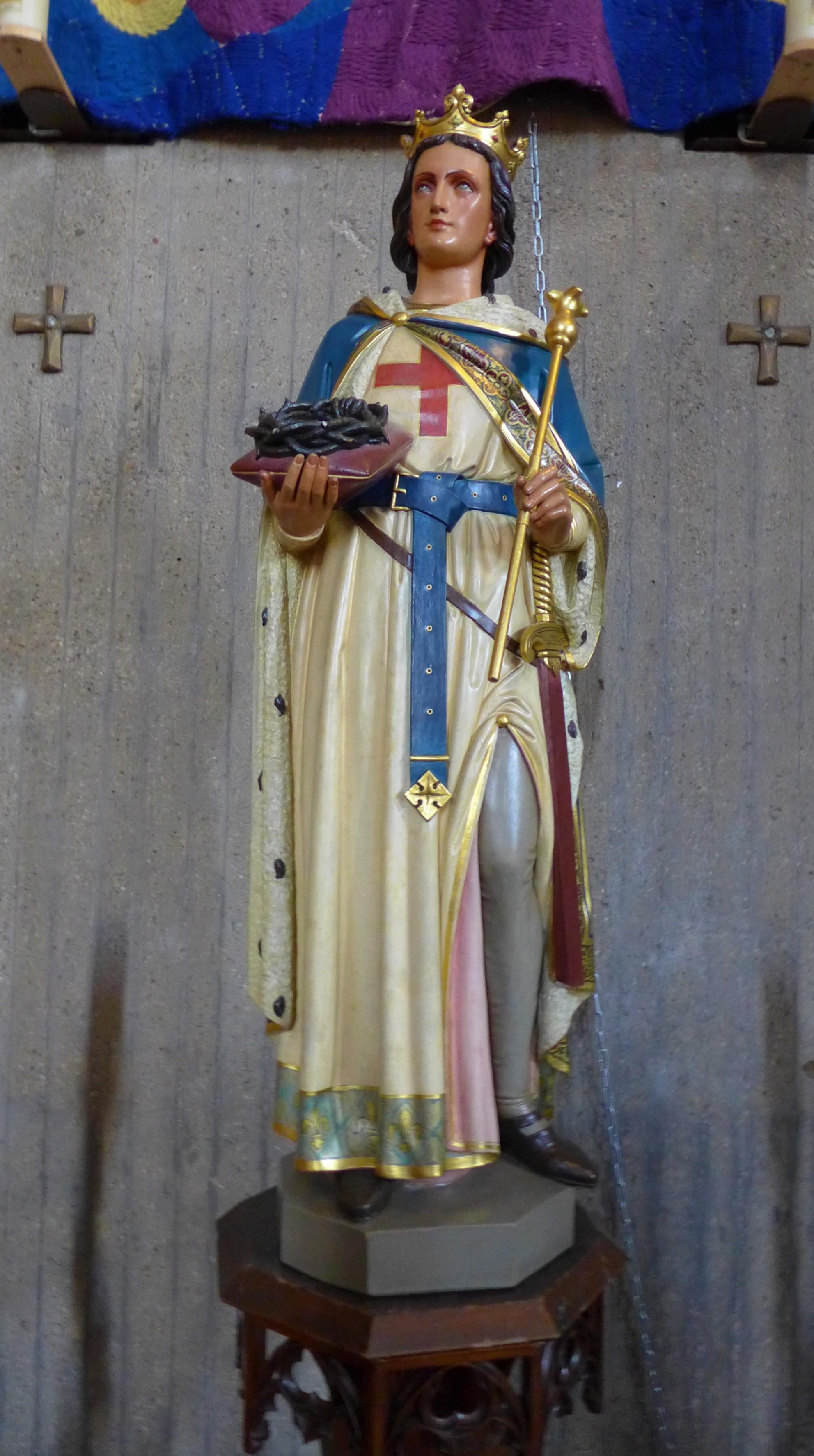
St. Ludwig (Saarlouis), historistische Statue des heiligen Ludwig in Kreuzrittergewand und königlichem Hermelinmantel mit der Dornenkrone Christi

Die Kirche weist eine reiche Ausstattung historistischer Skulpturen auf, darunter eine Statue des hl. Ludwig als Kreuzritter sowie ein Kreuz mit Korpus, die beide aus dem neogotischen Müllerschen Kirchenbau herübergerettet wurden. Die Kreuzesdarstellung war ursprünglich frei schwebend über dem Altarraum aufgehängt. Der Korpus konnte gerettet werden. Die heutigen Kreuzbalken mit aufgemalter Reliefierung sind nur eine provisorische Rekonstruktion des verloren gegangenen Originals. Aus dem Canisianum wurden ebenfalls Statuen übernommen.
Eine barocke vergoldete Abendmahlsreliefschnitzerei vom Anfang des 18. Jahrhunderts wurde im Böhmschen Betonbau an der Wand angebracht. Es ist unklar, ob das Relief als Predella oder als Antependium des Hochaltares verwendet wurde. In der bildlichen Wiedergabe des barocken Innenraumes aus dem Jahr 1834 taucht das Relief nicht auf. Es wurde vermutlich bei der Anschaffung des marmornen Hochaltares im Jahr 1829 entfernt und anschließend im Pfarrhaus auf dem Dachboden im Jahr 1936 durch Dechant Unkel wiedergefunden. Eine Neuvergoldung des Reliefs erfolgte im Jahr 1989–1990 durch das Fraulauterner Atelier Fritzen.
Die zwölf Apostel sind entsprechend der Schilderung der Bibel um den Abendmahlstisch herum versammelt (Mt 26,17–29 , Mk 14,12–26 , Lk 22,14–20 , Joh 13,2–4 , 1 Kor 11,23–26 ). Im Zentrum des Geschehens befindet sich Jesus, dessen Haupt mit einem Strahlenkranz umgeben ist. Vor dem Tisch steht noch die Waschschüssel und die Wasserkanne der Fußwaschung, wie sie im Johannesevangelium berichtet wird (Joh 13,1-11 ). Auf dem Tisch befindet sich im Zentrum das Paschalamm flankiert von zwei Brotschalen. Neben der Schale mit dem Lamm steht der Abendmahlskelch. Den Tisch flankieren Nischen mit Deckenleuchtern. In der rechten Nische ist die Eingangstür des Raumes angedeutet. In der linken Nische stehen auf einer großen Platte mit zwei großen Kannen. Die äußeren Partien des Reliefs zeigen rechts die beiden Gesetzestafeln mit den Zehn Geboten. Links schenkt eine Person an einer Speisenanrichte, die von einem Vorhang etwas verdeckt wird, Wein aus, während Brote auf einem Tellerstapel angerichtet sind.
Die Szene thematisiert den Austausch des blutigen Tieropfers (Lamm) durch das unblutige pflanzliche Opfer (Brot und Wein) sowie die Ablösung des alten Bundes am Sinai durch die Spendung des neuen Bundes durch den Kreuzestod und die Auferstehung Jesu.
Der Ambo, dessen Buchauflage von einem in Gold gefassten Pelikan getragen wird, wurde aus einem Eichenstamm des 200 Jahre alten Pfahlrostes des Barockturmes geschnitzt. Die Sedilien stammen ebenfalls noch aus der neogotischen Kirche. Ebenso zur neogotischen Ausstattung der Müllerschen Kirche gehört ein neogotischer Beichtstuhl, den der Saarlouiser Schreinermeister Johann Baptist Neibecker in seiner Werkstatt in der Bierstraße gefertigt hatte. Der Beichtstuhl war ein Votivgeschenk des Schreinermeisters, da sein zehntes Kind vom Dach gestützt war und trotz lebensbedrohlicher Kopfverletzungen wieder gesundete. Die Schnitzreliefs zeigen die Leidenswerkzeuge Jesu Christi sowie die Bourbonischen Lilien.

#### Marienikone
Im hinteren Teil der Kirche an der Rückseite des Orgellettners befindet sich eine Marienikone. Kerzenständer bieten Platz für das Aufstellen von Votivkerzen. Das Marienbild in einem modernen Metallrahmen ist eine Kopie des Gnadenbildes Unserer Lieben Frau von der immerwährenden Hilfe. Das Original aus dem 14. Jahrhundert stammt vermutlich von der Insel Kreta (Kretische Schule). Nach wechselnden Standorten wurde das Original im Jahr 1867 von Papst Pius IX. dem Redemptoristenorden für seine römische Kirche Sant’ Alfonso anvertraut, wo es seither den Hochaltar schmückt. Die Redemptoristen trugen durch ihre Volksmissionen entscheidend zur Verbreitung des Bildes bei. Ein Missionskreuz an der Außenseite der Apsis der Saarlouiser Ludwigskirche erinnert an die in der Pfarrei abgehaltenen Volksmissionen.
Die Gottesmutter ist auf der Ikone üblicherweise vor einem Goldgrund dargestellt, der die himmlische Sphäre symbolisieren soll. In Saarlouis ist der Goldgrund vollkommen durch eine moderne Metallabdeckung mit 16 Pflanzenbündeln verborgen. Maria trägt ein rotes Obergewand mit aufgemalter Goldschraffur sowie goldenen Borten. Der Schleier der Madonna ist in Stirnhöhe mit einem goldenen Stern geschmückt, der sich auf die Anrufung Mariens als „Stella maris“ (dt. Meerstern) des lateinischen Hymnus Ave maris stella oder als Morgenstern in der Lauretanischen Litanei bezieht. Das goldnimbusgeschmückte Haupt Mariens ist von griechischen Abkürzungen flankiert, die sie als „Mutter Gottes“ kennzeichnen. Auf dem linken Arm trägt Maria das in Grün und Rot-Gold gekleidete Jesuskind. Das Haupt des Kindes ist von einem Heiligenschein umgeben, rechts daneben steht in griechischen Buchstaben abgekürzt der Name „Jesus Christus“.
Das Gesäß des Jesuskindes wird von der linken Hand der Mutter gehalten und greift mit beiden Händen nach ihrer Rechten. Sein in die Halsbeuge Mariens geschmiegter Kopf ist jedoch von seiner Mutter abgewandt. Der Blick des kleinen Jesus wendet sich einem Kreuz zu, das der schwebende Erzengel Gabriel zum Zeichen der Ehrfurcht mit verhüllten Händen trägt. Wie durch eine Geste vorausahnenden Erschreckens hat sich von einem Fuß des Kindes die kleine Sandale gelöst und ist im Begriff, zu Boden zu fallen.
Auf der anderen Seite des Marienhauptes schwebt der Erzengel Michael, der ebenfalls mit verhüllten Händen Leidenswerkzeuge Christi emporhält. Griechische Buchstaben kennzeichnen die Namen der beiden dargestellten Erzengel, die nach den Regeln der Bedeutungsperspektive vom Ikonenmaler wesentlich kleiner als die Jungfrau mit dem Kind dargestellt sind.

### Fensterzyklus von Ernst Alt
Aus Anlass des 300-jährigen Gründungsfestes der Stadt Saarlouis im Jahr 1980 wurde im Jahr 1979 durch den Saarbrücker Künstler Ernst Alt mit dem Pelikanfenster ein neuer Fensterzyklus in der Kirche begonnen, der sukzessive bis zum Tod des Künstlers im Jahr 2013 weitergeführt wurde. Die Fenster wurden von den Firmen Derix sowie „Die Kunstglaser“, beide in Rottweil, in Antikglas hergestellt.
Die Themen der Fenster wurden so konzipiert, dass sie alle in gewisser Weise mit dem Lebensthema des heiligen Ludwig und dessen engem Bezug zur Dornenkrone Christi in Zusammenhang stehen.

### Vasa sacra und Paramente
Die Kirche St. Ludwig verfügt über eine reiche Sammlung an Vasa sacra, Kreuzen, Monstranzen und Altarleuchtern aus der Zeit vom 18. Jahrhundert bis zum 20. Jahrhundert.
Darüber hinaus haben sich zahlreiche Paramente mit reicher Nadelmalerei und Goldstickerei in Sprengtechnik aus verschiedenen Jahrhunderten erhalten. Die Ausstattungsgegenstände wurden durch das bischöfliche Konservatorenamt dokumentarisch erfasst. Sie werden teilweise in einer kleinen, im Jahr 1988 eröffneten, Ausstellung zur Pfarrgeschichte in den Räumen der Statzschen Turmfassade präsentiert. Hier findet sich auch ein Teil der Chorvertäfelung der barocken Kirche, der später in einem Café am Großen Markt eingebaut war, Teile der alten Kommunionbank, Kirchenbücher sowie Teile der neogotischen Emporenbrüstung von St. Ludwig, die Ausstellungsinitiator Dieter Zell in den Jahren 1999/2000 aus dem Schloss im lothringischen Les Étangs zurückerwerben konnte. Die Schreinerarbeiten zum Einbau der neogotischen Brüstung an der Nahtstelle zwischen Statzschem Turmbau und Böhmschen Betonbau oblag der Schreiner- und Restauratorwerkstatt Kroll aus Fraulautern, die bereits die Schreinerarbeiten am neogotischen Hochaltar nach dem Bankrott des Saarwellinger Unternehmens Mettler vollendet hatte.
Von der Empore hängen vier bestickte Fahnen herab, die vom Beginn des 20. Jahrhunderts stammen. Es sind die kirchlichen Vereinsfahnen des St. Bonifatius-Vereins, des St. Franziskus-Xaverius-Vereins, der Marianischen Kongregation der Jungfrauen und der Kongregation der Jünglinge.

## Orgel

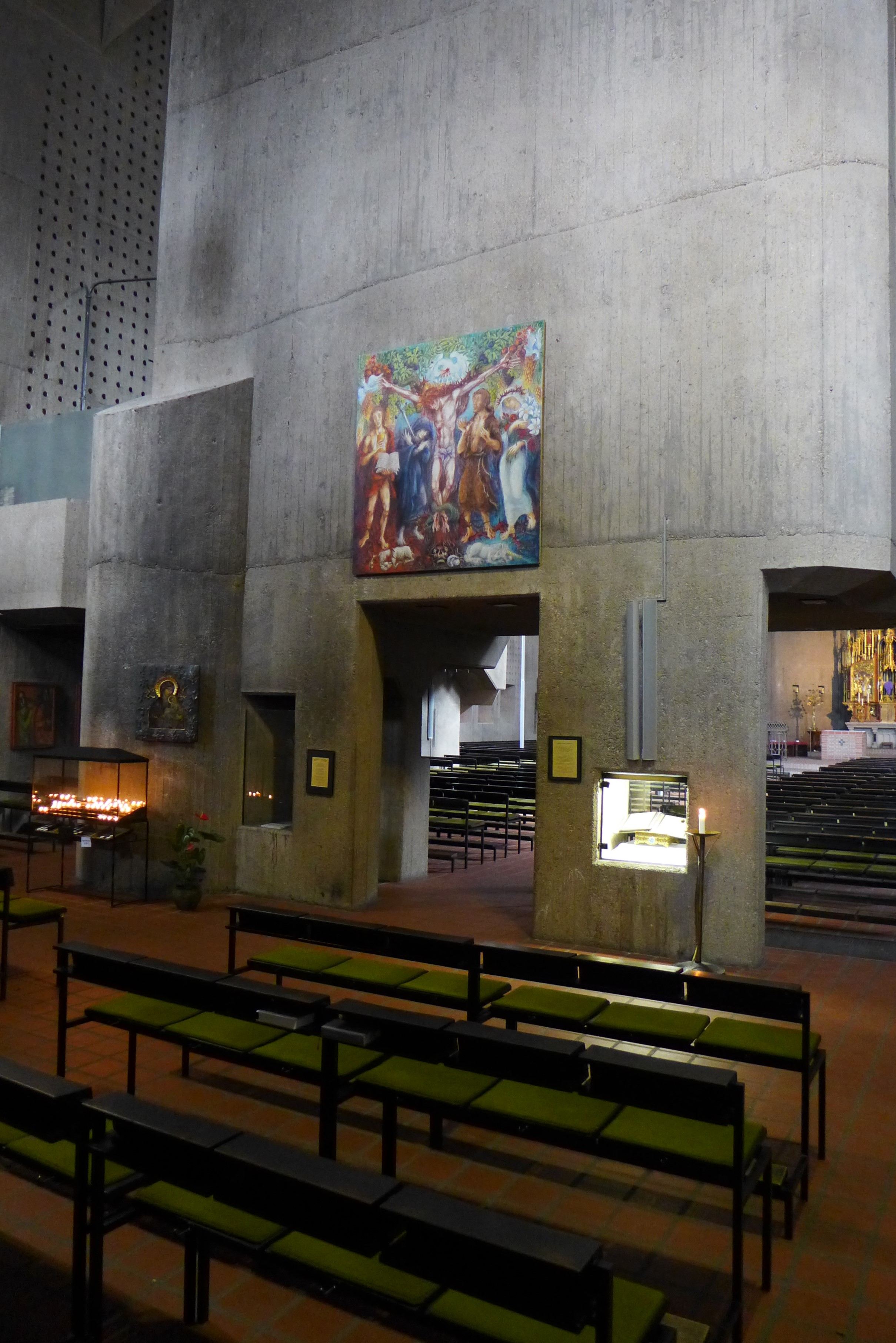
Rückwand der Orgelempore mit dem Gemälde Sacra Conversazione (Ernst Alt)

Die aktuelle Orgel befindet sich auf der lettnerartigen Kirchenempore. Seit dem Abriss des Pfarrheimes hängt an der Rückwand das Gemälde Sacra Conversazione des Künstlers Ernst Alt. Das Orgelgehäuse wurde nach Vorgaben von Gottfried Böhm konzipiert. Es ähnelt dem ebenfalls von Böhm entworfenen Prospekt der Orgel der Kölner Philharmonie. Die Orgelpfeifen fasste man zu hohen runden Zylindergruppen zusammen und passte sie in die rechteckigen Betonnischen Böhms ein. Das Instrument wurde 1980 von der Orgelbaufirma Hugo Mayer Orgelbau, Heusweiler erbaut. 2015 und 2017 fanden Umbauarbeiten durch die Erbauerfirma an der Orgel statt. Sie hat heute 46 Register, verteilt auf drei Manuale und Pedal, mechanische Schleifladen und elektrische Koppeln und Registertrakturen. Die Orgelweihe fand am 29. März 1980 statt.
| I Rückpositiv C–a3 |               |        |
| 1.                 | Holzgedackt   | 8′     |
| 2.                 | Quintade      | 8′     |
| 3.                 | Principal     | 4′     |
| 4.                 | Metallflöte   | 4′     |
| 5.                 | Principal     | 2′     |
| 6.                 | Nachthornterz | 1 3⁄5′ |
| 7.                 | Larigot       | 1 ⁄3′  |
| 8.                 | Cymbel III-IV |        |
| 9.                 | Cromorne      | 8′     |
|                    | Tremulant     |        |

| II Hauptwerk C–a3 |                         |       |
| 10.               | Bourdon                 | 16′   |
| 11.               | Principal               | 8′    |
| 12.               | Doppelflöte             | 8′    |
| 13.               | Holzflöte               | 8′    |
| 14.               | Gambe                   | 8′    |
| 15.               | Octave                  | 4′    |
| 16.               | Rohrflöte               | 4′    |
|                   | Tenorflöte (aus Nr. 12) | 4′    |
| 17.               | Quinte                  | 2 ⁄3′ |
| 18.               | Superoctave             | 2′    |
| 19.               | Cornet V                | 8′    |
| 20.               | Mixtur V                |       |
| 21.               | Trompete                | 8′    |

| III Schwellwerk C–a3 |                |       |
| 22.                  | Gedackt        | 16′   |
| 23.                  | Principal      | 8′    |
| 24.                  | Metallgedackt  | 8′    |
| 25.                  | Salicional     | 8′    |
| 26.                  | Vox coelestis  | 8′    |
| 27.                  | Principal      | 4′    |
| 28.                  | Nachthorn      | 4′    |
| 29.                  | Waldflöte      | 2′    |
| 30.                  | Sesquialter II | 2 ⁄3′ |
| 31.                  | Oktävlein      | 1′    |
| 32.                  | Acuta III      |       |
| 33.                  | Scharff IV     | 2⁄3′  |
| 34.                  | Fagott         | 16′   |
| 35.                  | Hautbois       | 8′    |
| 36.                  | Clairon        | 4′    |
|                      | Tremulant      |       |

| Pedal C–g1 |                         |         |
|            | Contrabass (aus Nr. 37) | 32′     |
| 37.        | Principalbass           | 16′     |
| 38.        | Subbass                 | 16′     |
| 39.        | Quintbass               | 10 2⁄3′ |
| 40.        | Octave                  | 8′      |
| 41.        | Pommer                  | 8′      |
| 42.        | Principal               | 4′      |
|            | Octave (aus Nr. 43)     | 2′      |
| 43.        | Hintersatz IV           | 2 ⁄3′   |
| 44         | Posaune                 | 16′     |
| 45.        | Trompete                | 8′      |
| 46.        | Schalmey                | 4′      |

- Koppeln: I/II, III/I, III/II, I/P, II/P, III/P
- Spielhilfen: 4 Benutzerebenen mit jeweils 6336 Kombinationen der Setzeranlage, Crescendowalze

## Glocken

### Historische Glocken
Die ersten Glocken der neuerbauten barocken Kirche stammten aus der im Jahr 1688 zerstörten Stadtpfarrkirche von Wallerfangen. Zwei weitere Glocken mit einem Gewicht von 1500 Pfund und 1100 Pfund wurden im Jahr 1720 von Nicolas Cortois und François Ruvel in Champigneulles bei Nancy für den Preis von 108 Écu gegossen. Die kleinste Glocke aus dem Jahr 1576 stammte aus der Abtei Fraulautern.
In der Französischen Revolution mussten am 23. August 1793 von den vorhandenen fünf Glocken drei zu Rüstungszwecken abgegeben werden. Die beiden noch vorhandenen Glocken dienten vermittels eines Schlagwerkes dem Stunden- und dem Viertelstundenschlag. In der Folgezeit erhielt St. Ludwig aus der Abtei Heiligste Dreifaltigkeit in Fraulautern eine weitere Glocke mit der Inschrift „SUSANNA HEISEN ICH IN GODES EREN LUDEN ICH BOES WEDDER VERTREIBEN ICH 1548.“
Glockengießer Johann Jakob Speck aus Kirrweiler in der Pfalz goss im Jahr 1735 eine weitere Glocke.
Nach dem Kirchenreglement von 1692 wurde die Totenglocke im Falle des Todes eines männlichen Pfarrangehörigen dreimal geläutet, im Falle des Todes einer weiblichen Pfarrangehörigen nur zweimal, und für ein Kind wurde nur die kleine Totenglocke geläutet.
Im Jahr 1836 wurden drei neue Glocken angeschafft, die von der wandernde Lothringer Gießerfamilie Perrin gegossen worden waren. Die Ludwigsglocke wog 2102, die Petrusglocke 1431 und die Marienglocke 1015 preußische Pfund. Die Glocken kosteten insgesamt 1179 Taler.
Dabei wurde die alte Hauptglocke (1536 preußische Pfund) und die mittlere Glocke (1148 preußische Pfund) umgegossen. Die Petrusglocke und die Ludwigsglocke konnten wegen Rissen, die bereits im Jahr 1837 auftraten, nicht mehr geläutet werden und mussten im Folgejahr 1838 umgegossen werden. Da die Saarlouiser Stadtverwaltung die hauptsächlichen Kosten trug, lautete die Glockeninschrift: „Ex benevolentia magistratus urbis Saarae Ludovici“ (dt. Übersetzung: Ermöglicht durch die Stiftung der Stadtverwaltung von Saarlouis).
Am 7. August 1880 schmolzen beim Brand des Kirchturmes während der 200-Jahr-Feier der Stadt Saarlouis zwei Glocken. Nach dem Fall der dritten und vierten Glocke brach die hölzerne und verschieferte barocke Glockenstube in sich zusammen. Zur Beschaffung eines neuen Geläutes stiftete der im Jahr 1858 gegründete Männergesangverein die Josefsglocke (a, 486 kg, Glockeninschrift in dt. Übersetzung: Joseph, Zier des Himmels und unsere sichere Hoffnung des Lebens, nimm auf unser Lob! Mich hat gießen lassen der Gesangverein von Saarlouis). Durch weitere Spenden konnten die Ludwigsglocke (c, 2.325 kg, Glockeninschrift in dt. Übersetzung: Hinsehend auf den Tod des heiligen Ludwig, gehet ein in das Haus Gottes, betet an in seinem heiligen Tempel und preiset seinen Namen!), die Petrusglocke (g, 695 kg, Glockeninschrift in dt. Übersetzung: Heiliger Hirte Petrus, nimm gütig die Stimme der Flehenden auf, löse durch Dein Wort die Bande der Sünde, da Dir die Gewalt gegeben ist, der Erde den Himmel zu öffnen und zu schließen!) sowie die Marienglocke (f, 925 kg, Glockeninschrift in dt. Übersetzung: Gegrüßet seist du, Maria, voll der Gnade, der Herr ist mit dir. Du bist gebenedeit unter den Frauen, und gebenedeit ist die Frucht deines Leibes, Jesus.) angeschafft werden. Die neuen Glocken wurden am 23. August 1885 geweiht werden. Das erste Plenumgeläut erfolgte bei der Amtseinführung von Alexander Subtil am 4. Oktober 1885. Diese Glocken wurden im Ersten Weltkrieg zu Kriegszwecken beschlagnahmt und am 2. Juli 1917 abgenommen.
Im Jahr 1923 lieferte die Glockengießerei Otto aus Hemelingen/Bremen vier Bronzeglocken für die St.-Ludwig-Kirche. Das am 22. Juli 1923 eingeweihte Nachkriegs-Geläut des neogotischen Turmes (c1, f1, g1, a1) wurde im Jahr 1936 durch eine d1-Glocke aus der Glockengießerei Otto in Hemelingen bei Bremen ergänzt. Die Marienglocke wog 952 kg, die Petrusglocke wog 643 kg, die Josefsglocke 480 kg.
Die große Ludwigsglocke (2345 kg) widmete man Prälat Alexander Subtil zu seinem 50-jährigen Priesterjubiläum. Die Inschrift der Glocke lautete: „Resono laudem Altissimi, B. Ludovici honorem, memoriamque sacerdotii semisaeculi, quod A.D. 1920 peregit Rmus Dnus Alexander Subtil decanus, sedis Apost. camerarius secret., eccl. cathedr. Treviren. canon. hon., huius ecclesiae 38 iam annos pastor bonus, suorum filialem amorem aerea voce proclamo.“ (Dt. Übersetzung: „Ich ertöne zum Lob des Höchsten und zur Ehre des seligen Ludwig sowie zum 50-jährigen Priesterjubiläum, das im Jahr 1920 der ehrwürdige Herr und Dechant Alexander Subtil, Geheimkämmerer des apostolischen Stuhles, Ehrendomherr der Kathedralkirche zu Trier, seiner Pfarrkirche schon seit 38 Jahren ein guter Hirte, beging, und ich verkünde mit eiserner Stimme die kindliche Liebe der Seinen.“)
Im Jahr 1936 wurde durch die Glockengießerei Otto in Hemelingen bei Bremen die Marienglocke umgegossen und der Neuguss dem Erzengel Michael geweiht (Ton d als Ergänzung zu den bestehenden Tönen c,f,g,a). Die Glocke sollte fortan als Totenglocke dienen und an die Gefallenen des Ersten Weltkrieges erinnern. Die Glockeninschrift lautete sich darauf beziehend:

„Wenn ich ertöne,

Denkt eurer Söhne,

Die Blut und Leben

Für uns gegeben.

St. Michael verlaß uns nicht,

Wenn sterbend uns das Auge bricht;

Dann führ´ die Müden

In Gottes Frieden!“

Gleichzeitig wurde eine neue Marienglocke gegossen. Die Glockenweihe feierte man am 24. Mai 1936. Zur Aufhängung der Glocken wurde ein neuer Glockenstuhl im Kirchturm montiert.
Nach dem Erlass des Reichsinnenministeriums vom 3. Mai 1942 wurden diese Glocken am 15. Juni 1942 zu Kriegszwecken enteignet. Die Gemeinde durfte nur die a1-Glocke behalten.

### Aktuelle Glocken
Durch die Spende der Stadtgemeinde Saarlouis (größte Glocke) und zahlreicher Pfarrangehöriger konnten nach dem Zweiten Weltkrieg neue Glocken in Auftrag gegeben werden. Sie wurden im Jahr 1953 durch die Saarlouiser Glockengießerei in Saarlouis-Fraulautern, die von Karl (III) Otto von der Glockengießerei Otto in Bremen-Hemelingen und dem Saarländer Alois Riewer 1953 gegründet worden war, gegossen. Es waren deren erster dortiger Guss. Am 25. März 1953 wurden sie durch den Prälaten Weins aus Trier feierlich auf dem Großen Markt geweiht.
Die Kirche St. Ludwig besitzt seither wieder fünf Bronzeglocken, welche sich alle im mittleren, größten Turm der Kirche befinden und elektronisch von der Sakristei aus geläutet werden können. Die Glocken befinden sich in einem Stahlglockenstuhl.
| Nr. | Name           | Nominal (16tel) | Gewicht (kg) | Durchmesser (cm) | Inschrift |
| 1   | Ludwigsglocke  | c’              | 2300         | 155              | „Clange novo, campana, novam clangore per urbem. Corda Ludovici voce sublime voca.“ (Übersetzung: Durchtöne mit neuem Klang, Glocke, die neue Stadt. Rufe mit Ludwigs Stimme die Herzen himmelwärts.)                                     |
| 2   | Michaelsglocke | d’              | 1650         | 137              | „Exstinctos belli, incerta sorte detentos nomine, me Michael, plangere, scite satos.“ (Übersetzung: Wisset, dass ich, Michael, die Toten der Kriege sowie die ungewissen Schicksales Zurückgehaltenen überall namentlich laut betrauere.) |
| 3   | Marienglocke   | f’              | 1000         | 120              | „Orbi sola salus per te data, Virgo Maria. Urbem materno protege praesidio.“ (Übersetzung: Das Heil der Welt wurde uns allein durch Dich geschenkt, Jungfrau Maria. Nimm unsere Stadt unter Deinen mütterlichen Schutz.)                  |
| 4   | Josefsglocke   | g’              | 700          | 104              | „Publica res stat firma tuo munimine, Joseph. Urbs hinc nostra Joseph sit tibi cunque cliens.“ (Übersetzung: Das Heil aller steht sicher unter Deinem Schutz, Joseph. Unsere Stadt sei in allem Dir von nun an in alle Zeit anvertraut.)  |
| 5   | Petrusglocke   | a’              | 500          | 95               | „Claviger, ecce tibi campana sacrata manebit. Nobis lassatis ostia pande, Petre.“ (Übersetzung: Schlüsselträger, siehe, Dir sei die Glocke allezeit geweiht. Öffne uns nach des Lebens Mühen die Tür zur Ewigkeit, Petrus.)               |

## Pfarrhaus

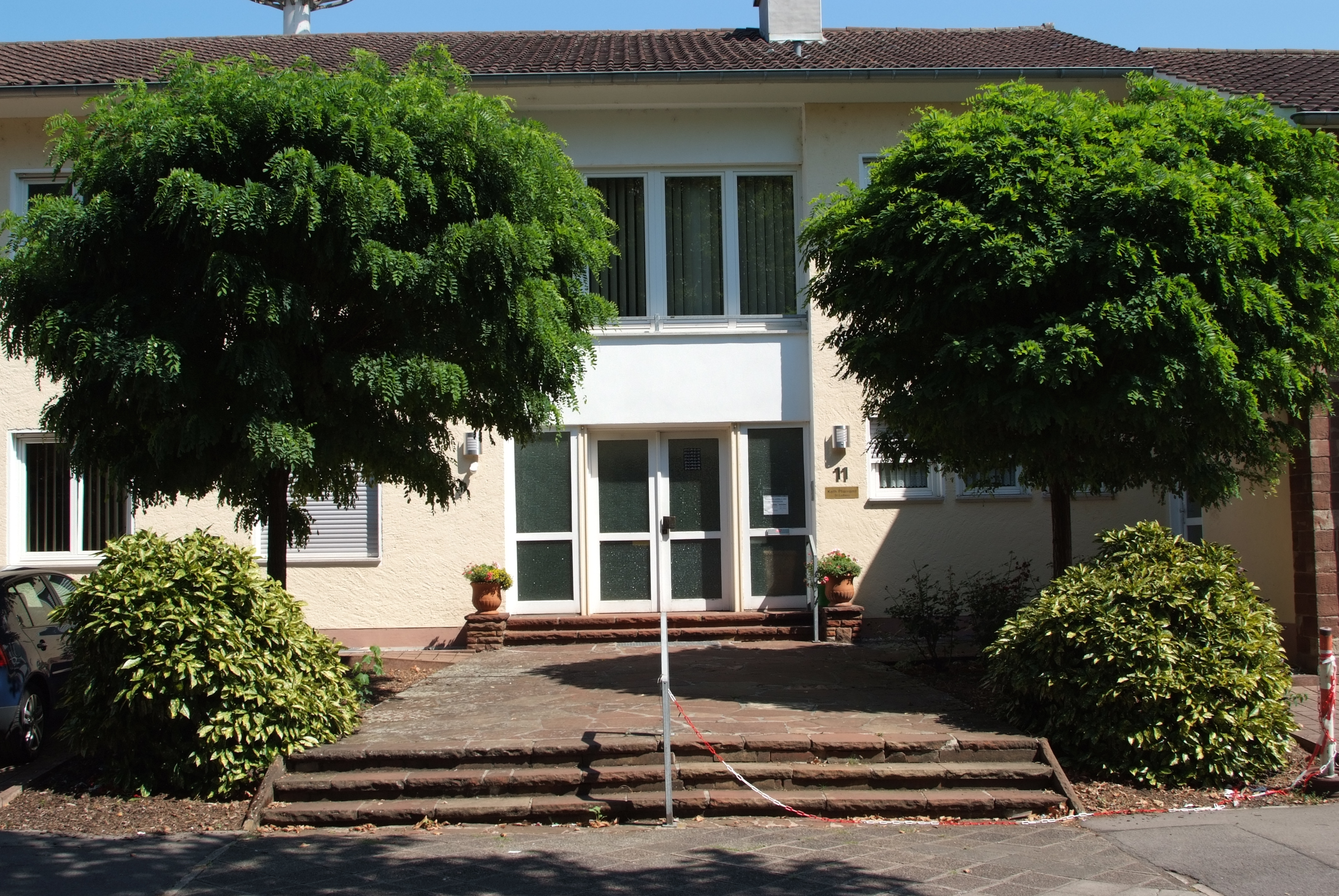
St. Ludwig (Saarlouis), aktuelles Pfarrhaus in der Kavalleriestraße gegenüber dem ursprünglichen barocken Pfarrhaus in der Friedensstraße (heute Dechant-Unkel-Platz)

Die ersten Augustiner-Rekollektenpatres, die am 13. November 1683 die Seelsorge in Saarlouis übernommen hatten, wohnten zunächst bis zum Jahr 1684 auf Einladung von Festungsgouverneur Thomas de Choisy in der Kommandantur. Nach einem Provisorium in der Grünebaumstraße in der Kavalleriekaserne bezogen sie am 21. April 1686 das Pfarrhaus hinter der Kirche, dessen Grundstein am 16. April 1885 gelegt worden war. Bis zur Französischen Revolution hatte der Orden hier seine Niederlassung.
Das ursprüngliche Pfarrhaus mit Pfarrgarten befand sich bis in die 1960er Jahre auf dem heutigen Dechant-Unkel-Platz hinter der Kirche in der damals noch durchgängig befahrbaren Friedensstraße, die heute durch die Apsis der modernen Kirche eingeengt ist. Das aktuelle Pfarrhaus wurde in den 1950er Jahren wenige Meter davon entfernt durch den Saarlouiser Architekten Alois Havener in der Kavalleriestraße, ebenfalls in der Achse der Apsis, errichtet.

## Pfarrheim St. Ludwig

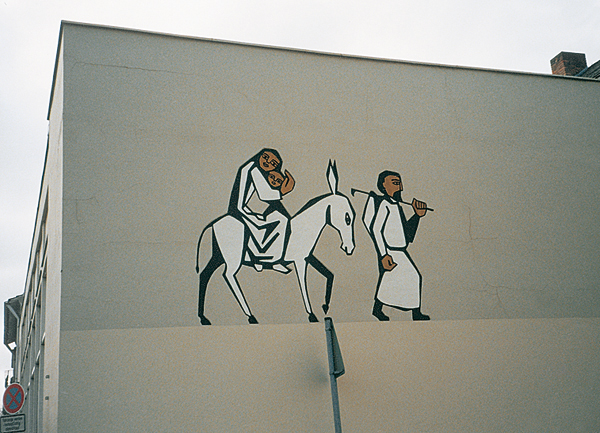
Relief „Die Flucht nach Ägypten“ von Victor Fontaine am ehemaligen Pfarrheim St. Ludwig in Saarlouis

Der Maler und Bildhauer Victor Fontaine (* 1923 in Saarlouis-Fraulautern; † 1995 in Saarlouis) schuf für die fensterlose Außenfassade des Pfarrheimes St. Ludwig in der Pavillonstraße 23/Ecke Kavalleriestraße ein großformatiges Wandbild mit dem Thema „Flucht nach Ägypten“
(Sgraffitotechnik, 3,50 × 4,00 m). Die Flucht Josefs, Marias und des Jesuskindes vor dem kindermordenden König Herodes wird zu Beginn des Matthäusevangeliums (Mt 2,13 ) beschrieben. Apokryphe Schriften wie das Pseudo-Matthäus-Evangelium und das Arabische Kindheitsevangelium berichten darüber hinaus von Wundertaten des jungen Jesus. Ähnliches erwähnt die Legenda aurea. Die Flucht wird auch zu den sogenannten Sieben Schmerzen Mariens gezählt. Im Bild des Künstlers Fontaine bringt sich die Heilige Familie vor dem Kindermord des Herodes in Bethlehem durch die Flucht nach Ägypten in Sicherheit. Der heilige Josef mit Wanderstab und Bündel geht Maria und Jesus voran, die von einem Esel getragen werden. Schützend hält Maria das Jesuskind in ihren Armen. Ihrer beider Wangen schmiegen sich aneinander. Dunkle Linien zeichnen, in der Art mehrfarbiger Holz- oder Linolschnitte, die Kontur sowie die binnenstrukturierenden Faltenwürfe der Figuren nach.
Die Gestaltung der Heiligen Familie von Victor Fontaine aus den 1960er Jahren orientiert sich an klassischen Vorbildern, wie etwa der Darstellung der Flucht nach Ägypten im Codex aureus Epternacensis, einem Werk der ottonischen Buchmalerei. Das Evangeliar wurde zwischen 1030 und 1050 in der Benediktinerabtei von Echternach geschaffen. Darüber hinaus ist ebenfalls eine populäre Buchillustration zum Thema „Flucht nach Ägypten“ von Johannes Grüger aus dem Jahr 1954 als Inspirationsquelle Fontaines denkbar. Vermutlich wurde das Thema der „Flucht nach Ägypten“ gewählt, um einen Bezug zur Migration der italienischen Gastarbeiter herzustellen, die in dem Gebäude eine neue pastorale Heimstatt finden sollten.
Der Abriss des Saalbautraktes zu Gunsten des Neubaues eines Wohnhauses an gleicher Stelle und die damit verbundene Zerstörung des Wandbildes von Fontaine begann am 9. Mai 2016. Die Pfarrei hatte den gesamten Gebäudekomplex bereits im Jahr 2014 an einen Privatinvestor verkauft. Das Pfarrheim bestand aus einem Komplex von zwei historischen Gebäuden aus der Barockzeit in der Friedensstraße und einem Saalbau in der Pavillonstraße (Ecke Kavalleriestraße), der zu Beginn des Jahres 1943 als Kinosaal des Saarlouiser „Capitol-Kinos“ in einem bereits zuvor bestehenden Gebäude des katholischen Gesellenhauses eingerichtet worden war. In der Nacht vom 2. auf den 3. September 1942 war das im Jahr 1930 an der Ecke Wallstraße/Vaubanstraße (heute steht dort das Pieper-Parkhaus) eröffnete Saarlouiser „Capitol-Kino“ einem Luftangriff der alliierten Streitkräfte auf Saarlouis zum Opfer gefallen. Das katholische Gesellenhaus diente danach von 1943 bis 1950 als provisorisches Kino. Am 2. Juni 1950 eröffnete das Kino in einem umgebauten preußischen Proviantmagazin am Stadteingang in der Deutschen Straße. Die Baugenehmigung zum Umbau des nun leerstehenden provisorischen Kinosaales als Pfarrgemeindesaal wurde am 11. November 1963 durch die Untere Bauaufsichtsbehörde der Stadt Saarlouis erteilt.
Der für das Pfarrheim geschaffene Retabel-Altar von Ernst Alt konnte vor dem Abriss evakuiert werden und wurde im Pfarrhaus aufbewahrt. Das Gemälde fand in der Pfarrkirche an der Rückwand der Orgelempore eine neue Aufhängung. Das Altarbild mit dem Titel „Sacra Conversazione“ (205 × 189 cm, Ölfarbe, Tempera und Fettkreide auf Leinwand) malte der Saarbrücker Künstler Ernst Alt im Jahr 1975 für die Kapelle des Pfarrheimes, dem früheren „Centro Italiano“.

## Seelsorger
In der Pfarrei St. Ludwig haben seit der Gründung folgende Seelsorger gewirkt:
| - Vincent Gargan / Synphorien Gaillon: 1683–1687 - Remi de Laitre: 1687 - André Vaillant: 1687–1689 - Elisée de la Genière: 1689–1693 - Hypolite Guéral: 1693–1696 - Joseph Le Serre: 1696–1697 - Joseph Barbier: 1697–1698 - Philibert Pinceau: 1698–1701 - Calixte Morot: 1702 - Robert Nicolas: 1702–1704 - Pierre Baptiste Vassot: 1704–1709 - Théodore Loret: 1709–1711 - Irène Dole: 1711–1714 - Angélique Desplaques: 1714–1716 - Jean-François Alexand(re): 1716–1719 - Augustin Quartier: 1719–1726 - Vincent Enguerrant: 1726–1730 - Charles de St. Martin: 1730–1731 - Célestin Cochot: 1731–1734 | - Bonaventura Bocquenheimer: 1734 - Gabriel Aubert: 1734–1737 - Polycarpe Motte (aus Saarlouis): 1737–1740 - Nicolas Fournier: 1740–1742 - Nicolas Henry: 1742 - Jean-François Thiery: 1742–1745 - Etzior Petitot: 1745–1746 - Antoine Potier: 1746–1747 - Romain Joseph: 1747–1757 - Zénobe Gaillard: 1757–1758 - Romain Joseph: 1759 - Cajetan Paillard: 1759–1762 - Patrice Müller (aus Saarlouis): 1762–1766 - Justin Bichelberger (aus Saarlouis): 1766 - Alexandre Pochet: 1766–1773 - Nicolas Manceau: 1773–1783 - Prosper Burtey: 1784–1788 - Jean Capistran Kremer: 1788– 30. August 1792 (letzter Augustiner-Rekollektensuperior) |

- Jean Guitienne: 1792–1794 (erster geschworener Stadtpfarrer)
- 1794–1802 war die Pfarrkirche St. Ludwig ohne Seelsorger
- François-Philippe Clemencé: 1802–1803
- Peter Franz Jacoby: 1803–1823
- Johann Baptist Perl: 1824–1834
- Franz Hecking: 1834–1881
- Pfarrverwaltung von 1881 bis 1885 durch Kaplan Stein
- Alexander Subtil: 1885–1933
- Heinrich Unkel: 1933–1963
- Walter Helmes: 1963–1973
- Anton Heidger: 1974–2007
- Ralf Hiebert: 2007–2015
- Frank Kleinjohann: 2016 ad multos annos